# Lista gatunków z rodzaju oplątwa
Lista gatunków z rodzaju oplątwa (Tillandsia L.) – lista gatunków rodzaju roślin należącego do rodziny bromeliowatych (Bromeliaceae). Według The Plant List w obrębie tego rodzaju znajduje się ok. 690 gatunków o nazwach zweryfikowanych i zaakceptowanych, podczas gdy kolejnych ok. 60 taksonów ma status gatunków niepewnych (niezweryfikowanych). 
Wykaz gatunków
- Tillandsia abbreviata H.E.Luther
- Tillandsia abdita L.B.Sm.

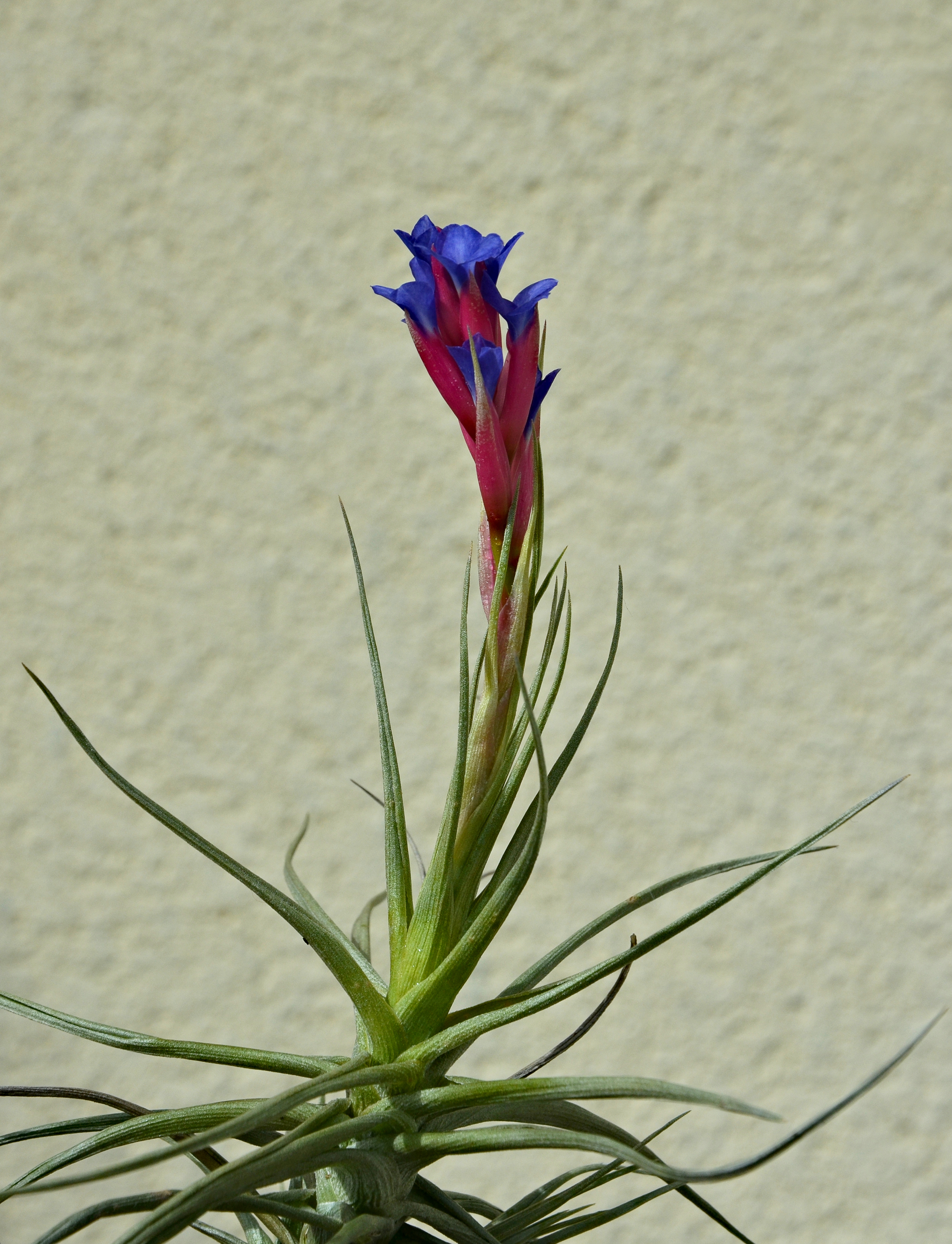
Tillandsia aeranthos

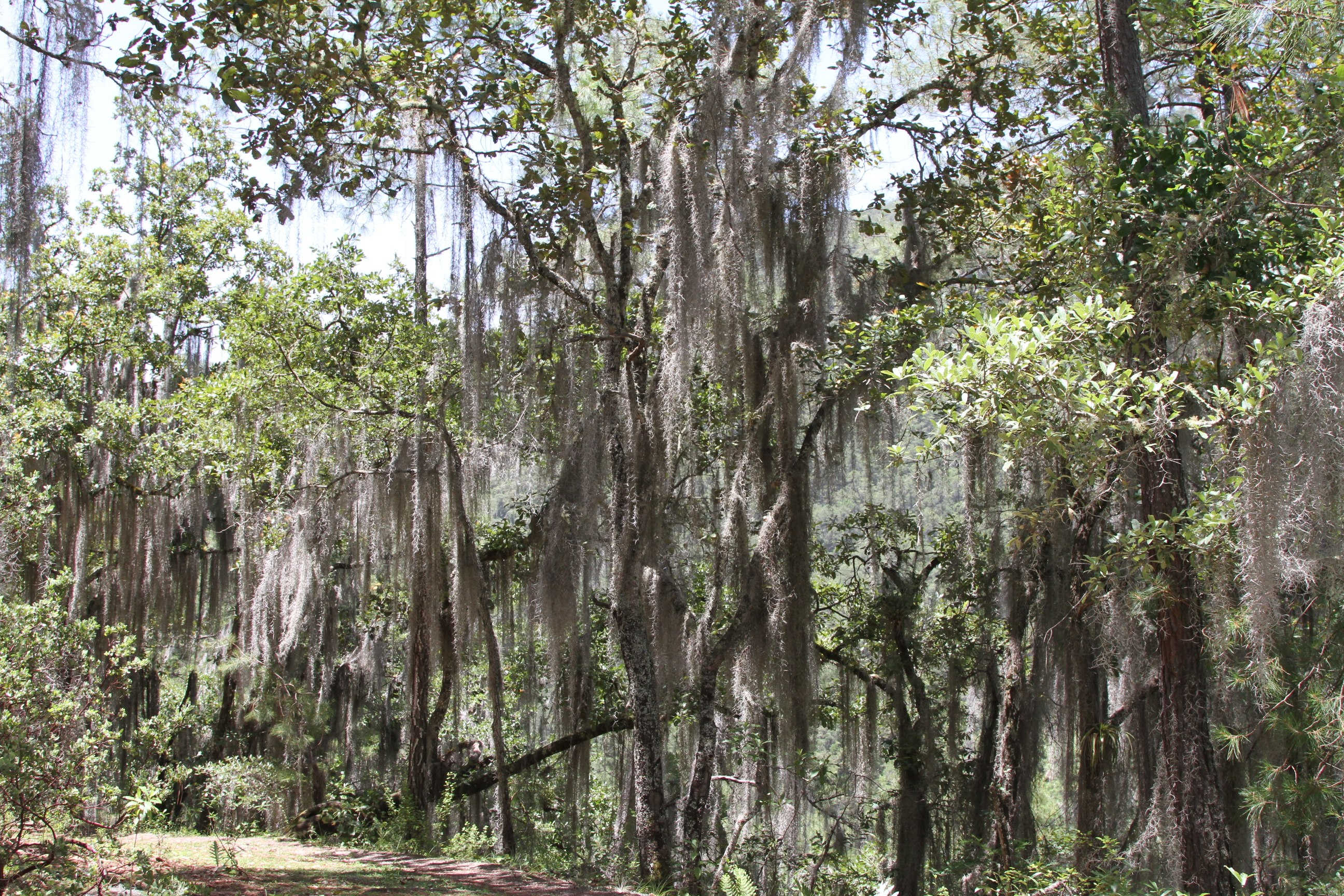
Oplątwa brodaczkowa

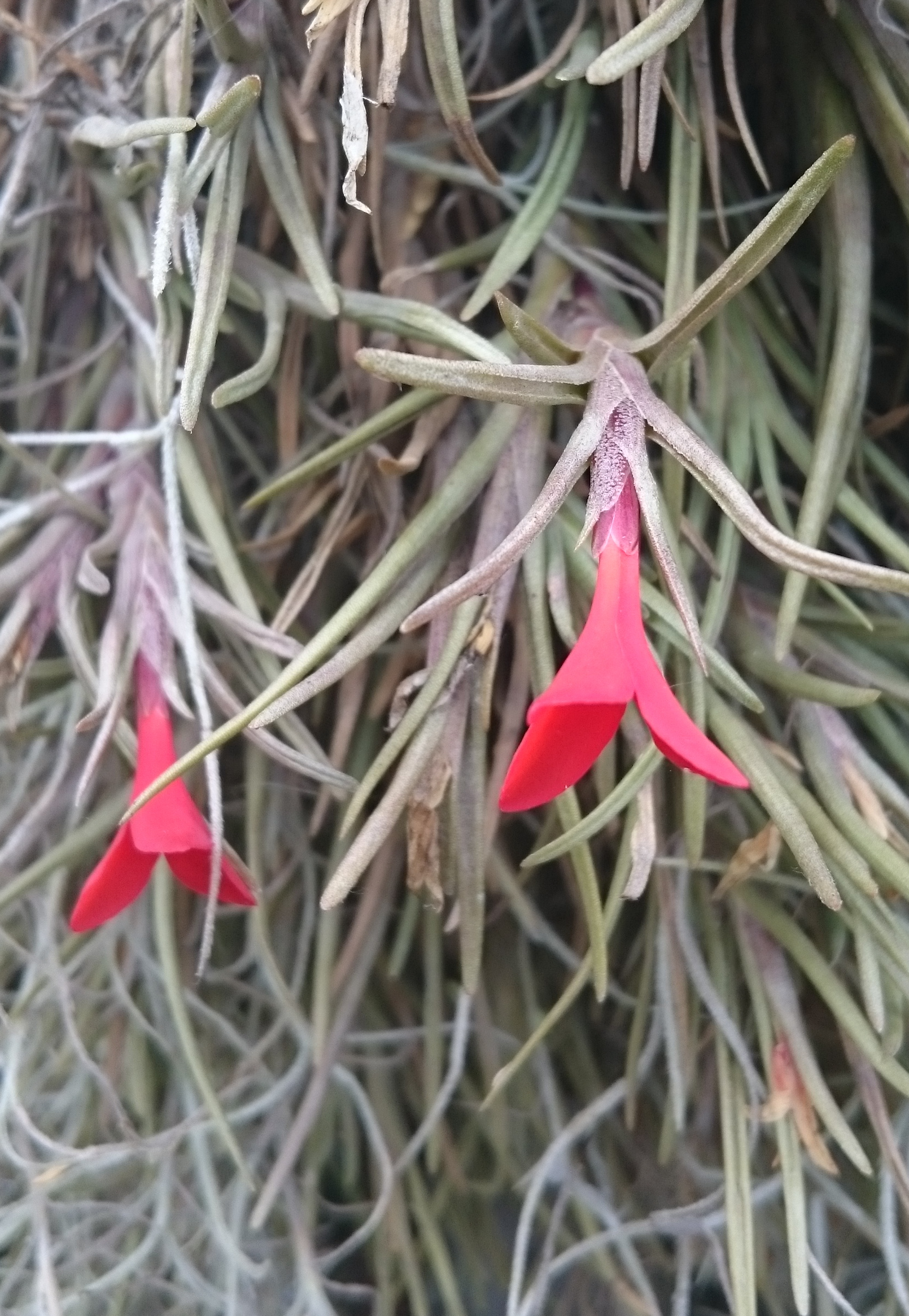
Tillandsia albertiana

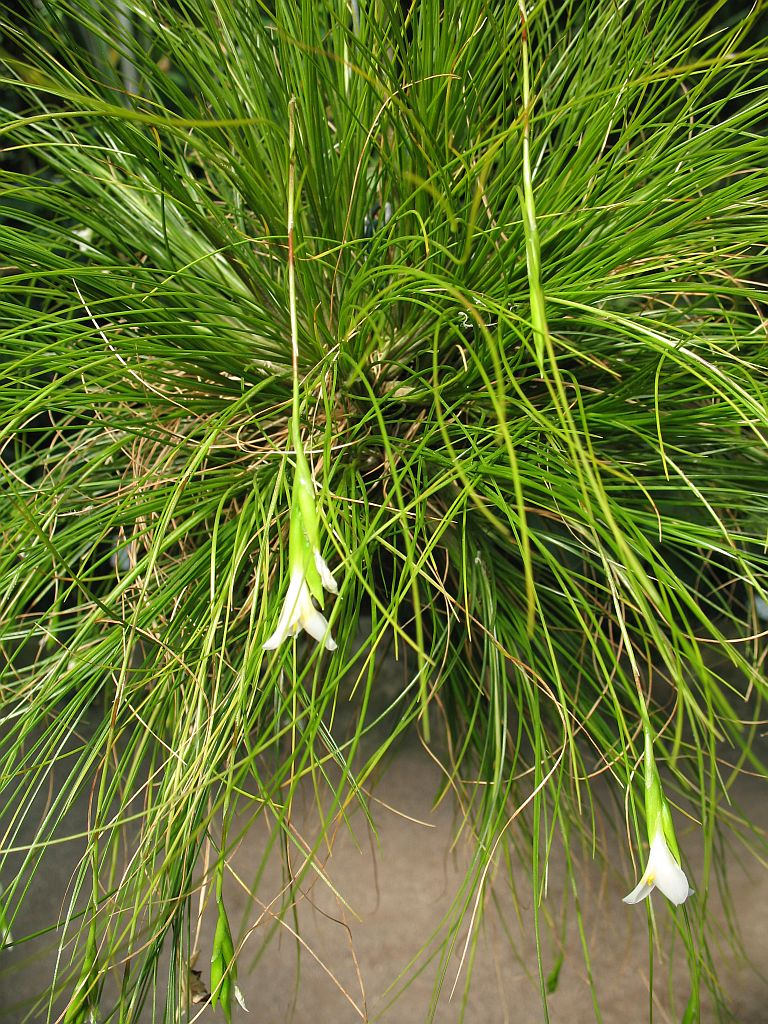
Tillandsia alvareziae

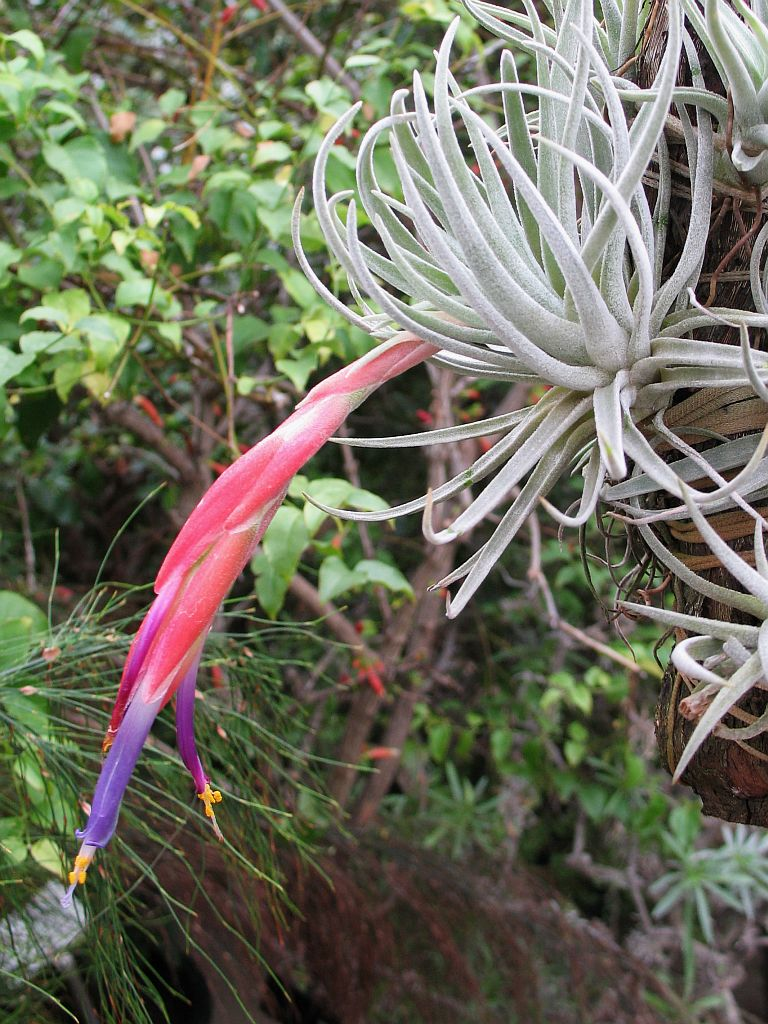
Tillandsia andrieuxii

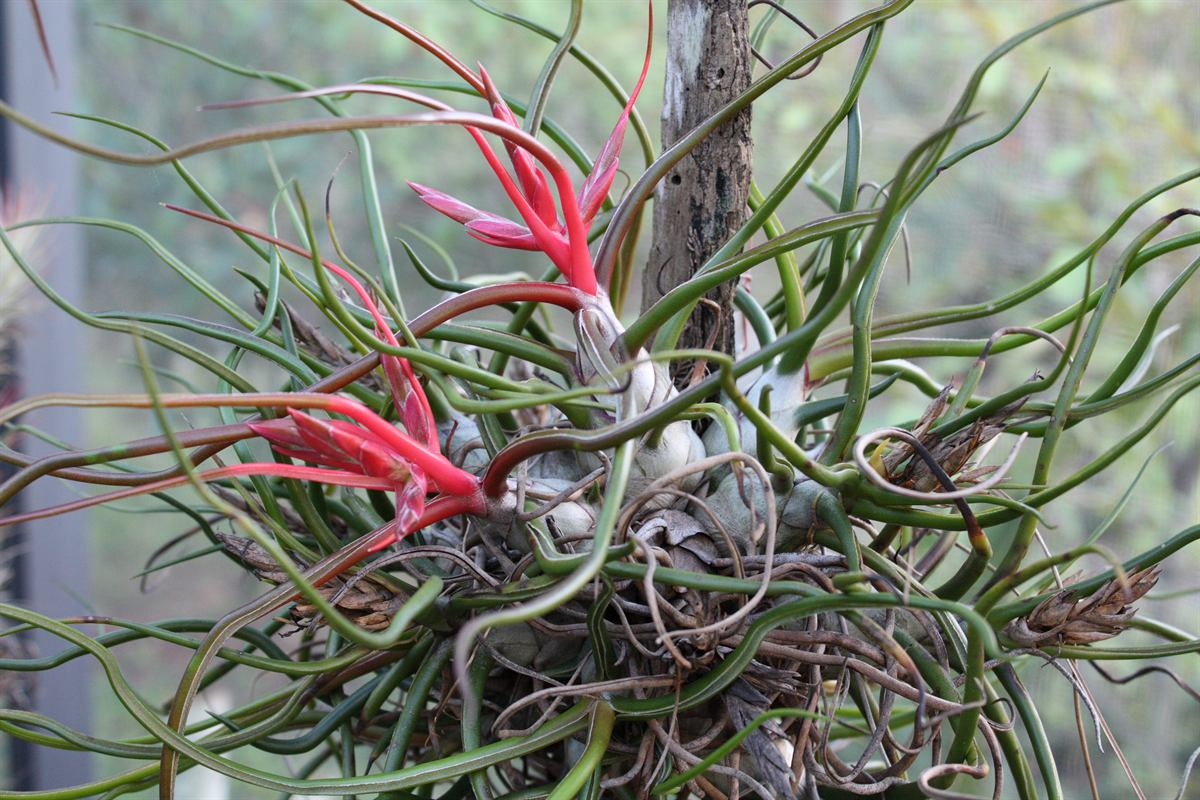
Tillandsia bulbosa

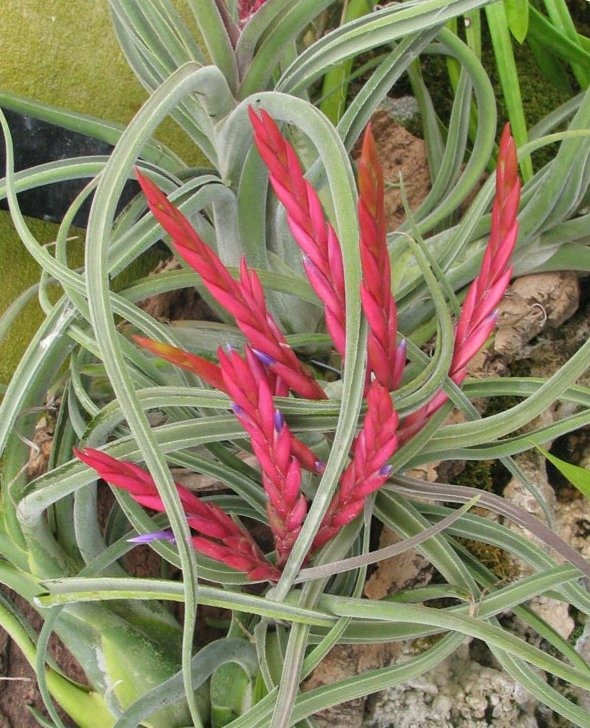
Tillandsia caput-medusae

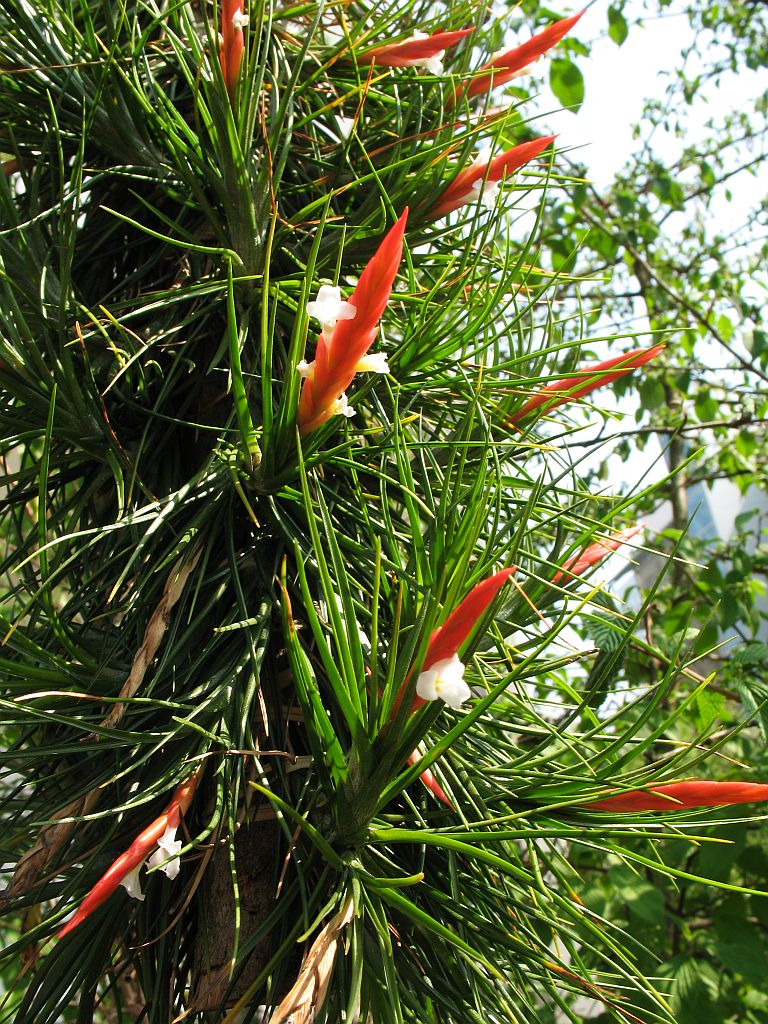
Tillandsia caulescens

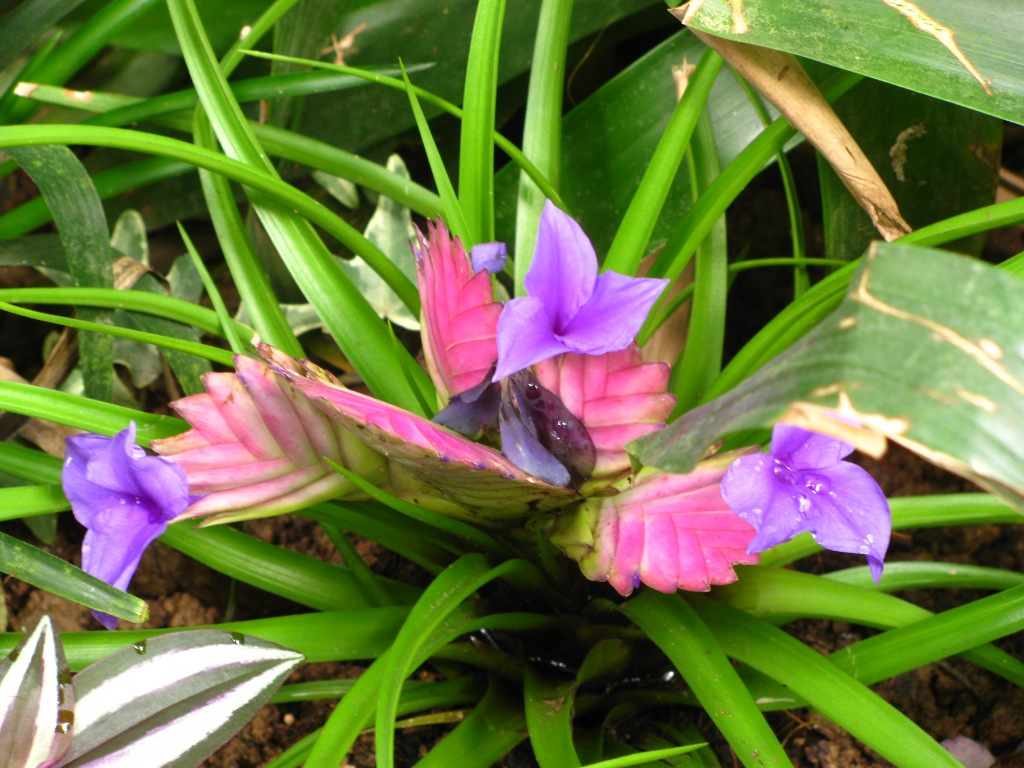
Tillandsia cyanea

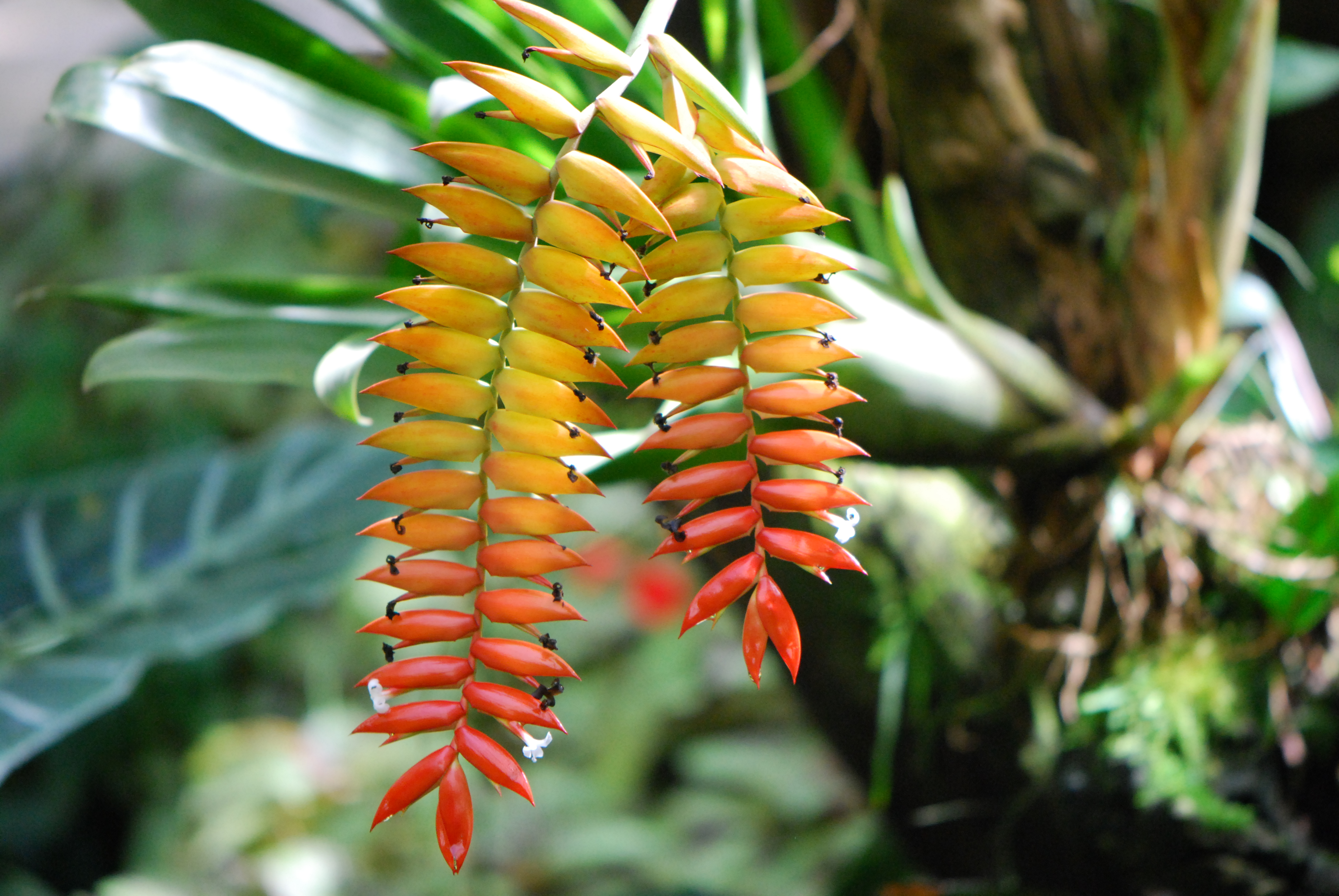
Tillandsia dyeriana

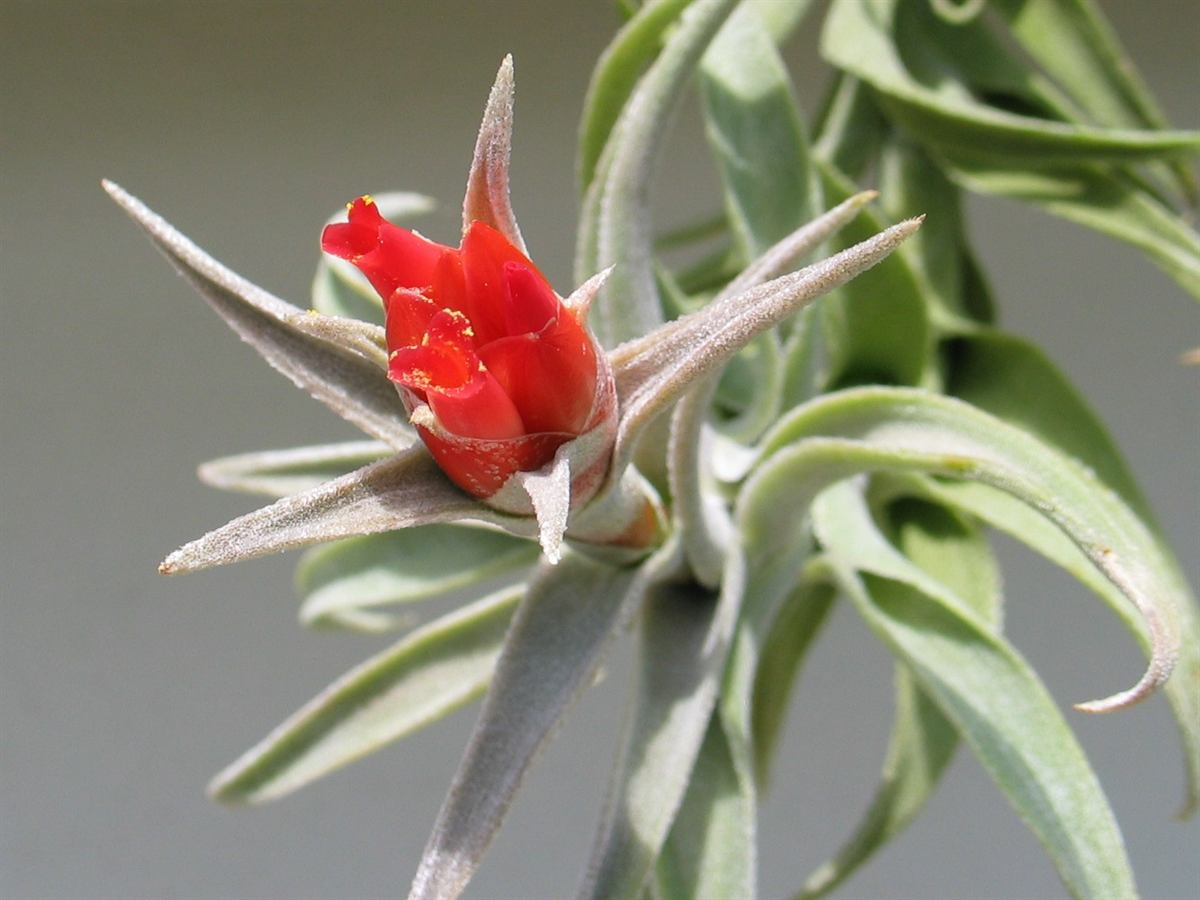
Tillandsia edithiae

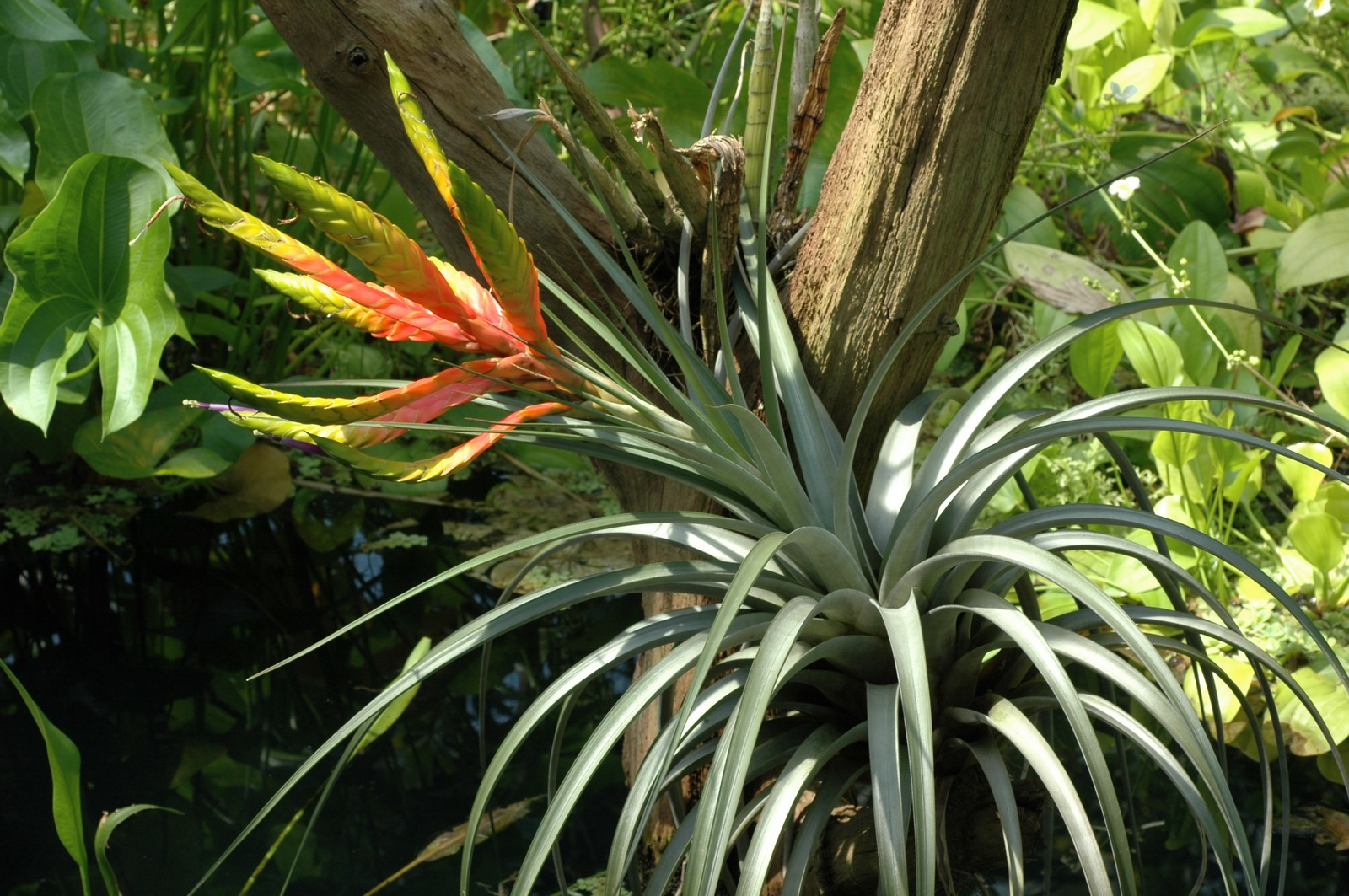
Tillandsia fasciculata

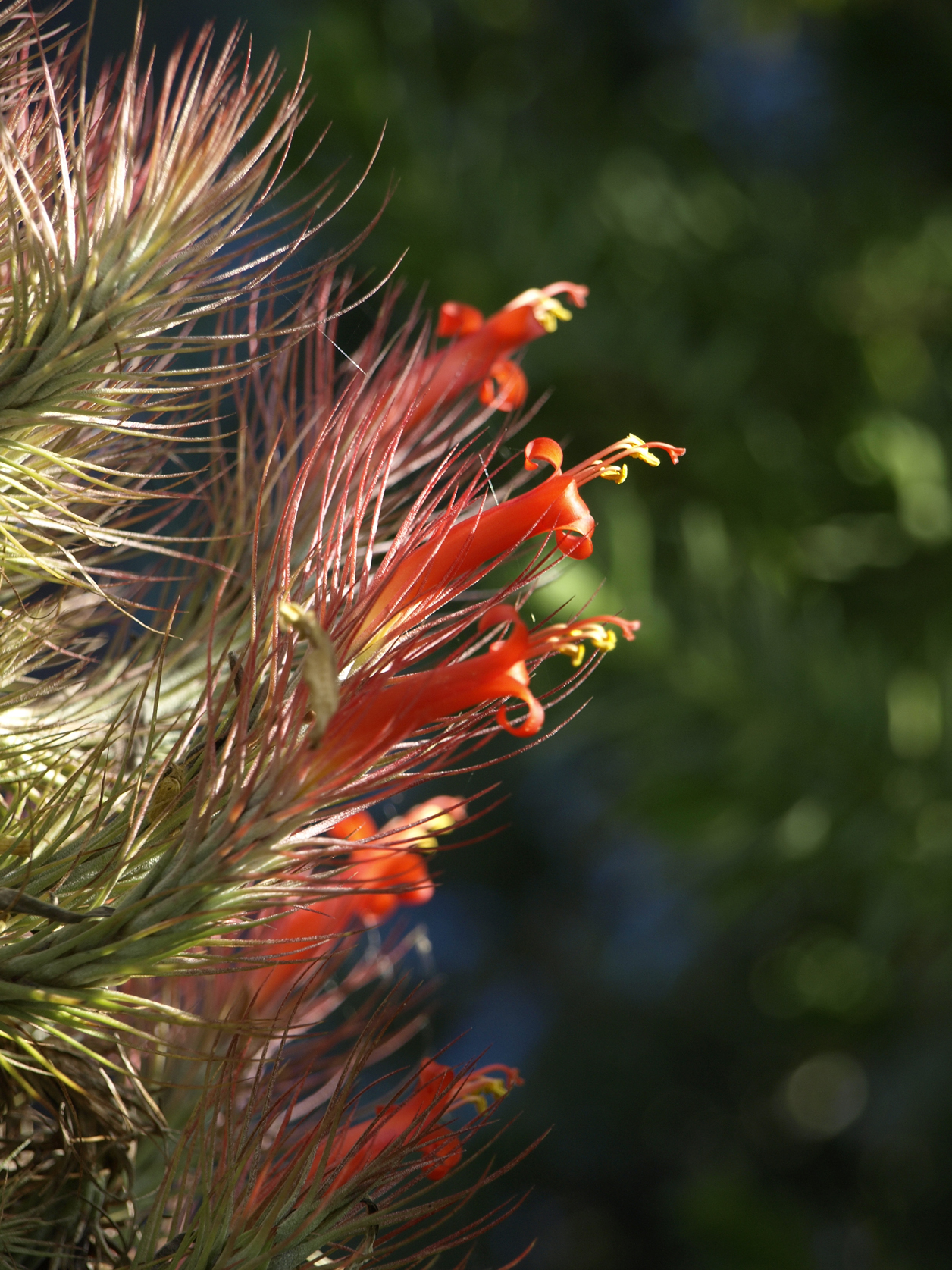
Tillandsia funkiana

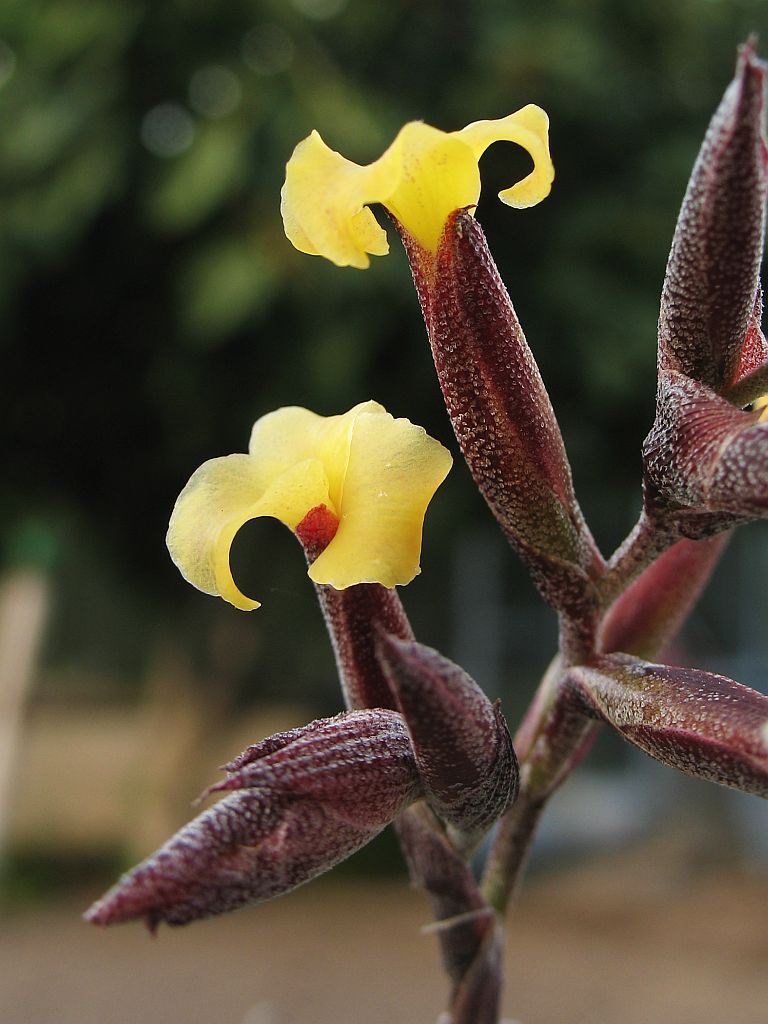
Tillandsia humilis

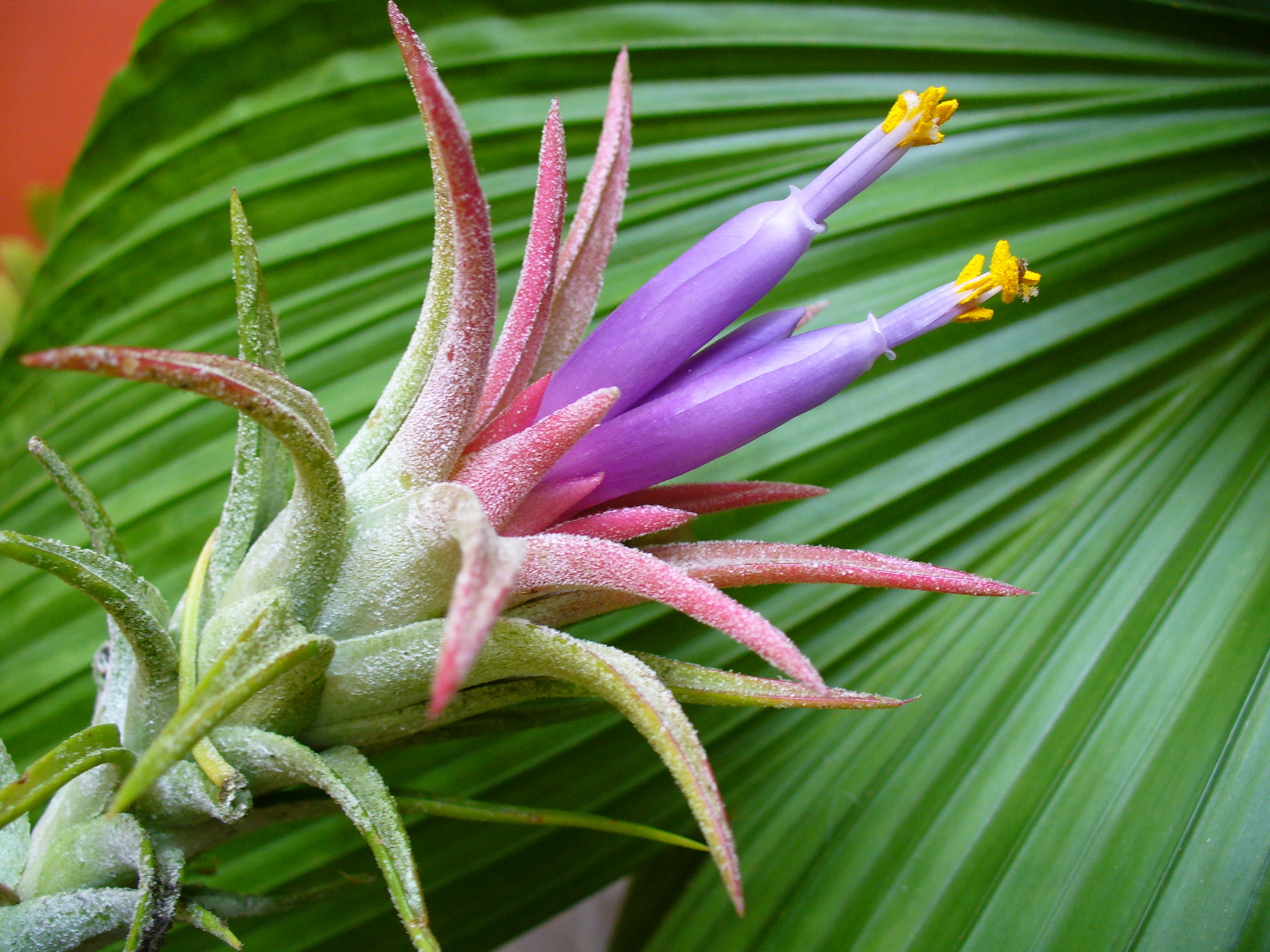
Tilandsia ionantha

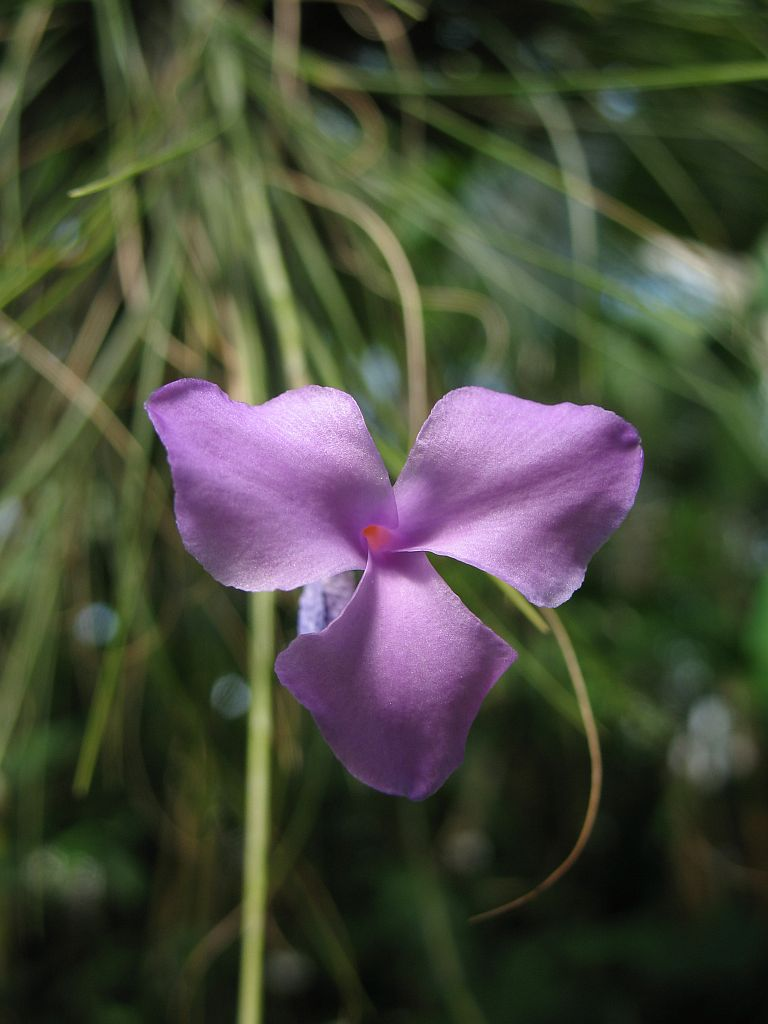
Tillandsia linearis

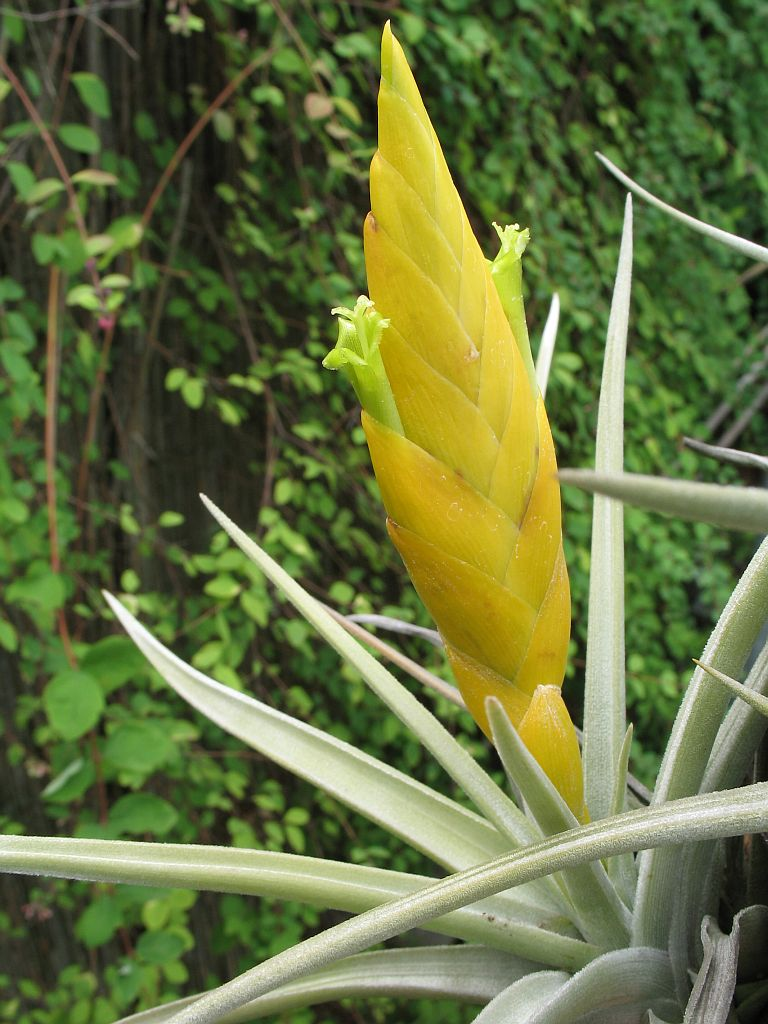
Tillandsia lotteae

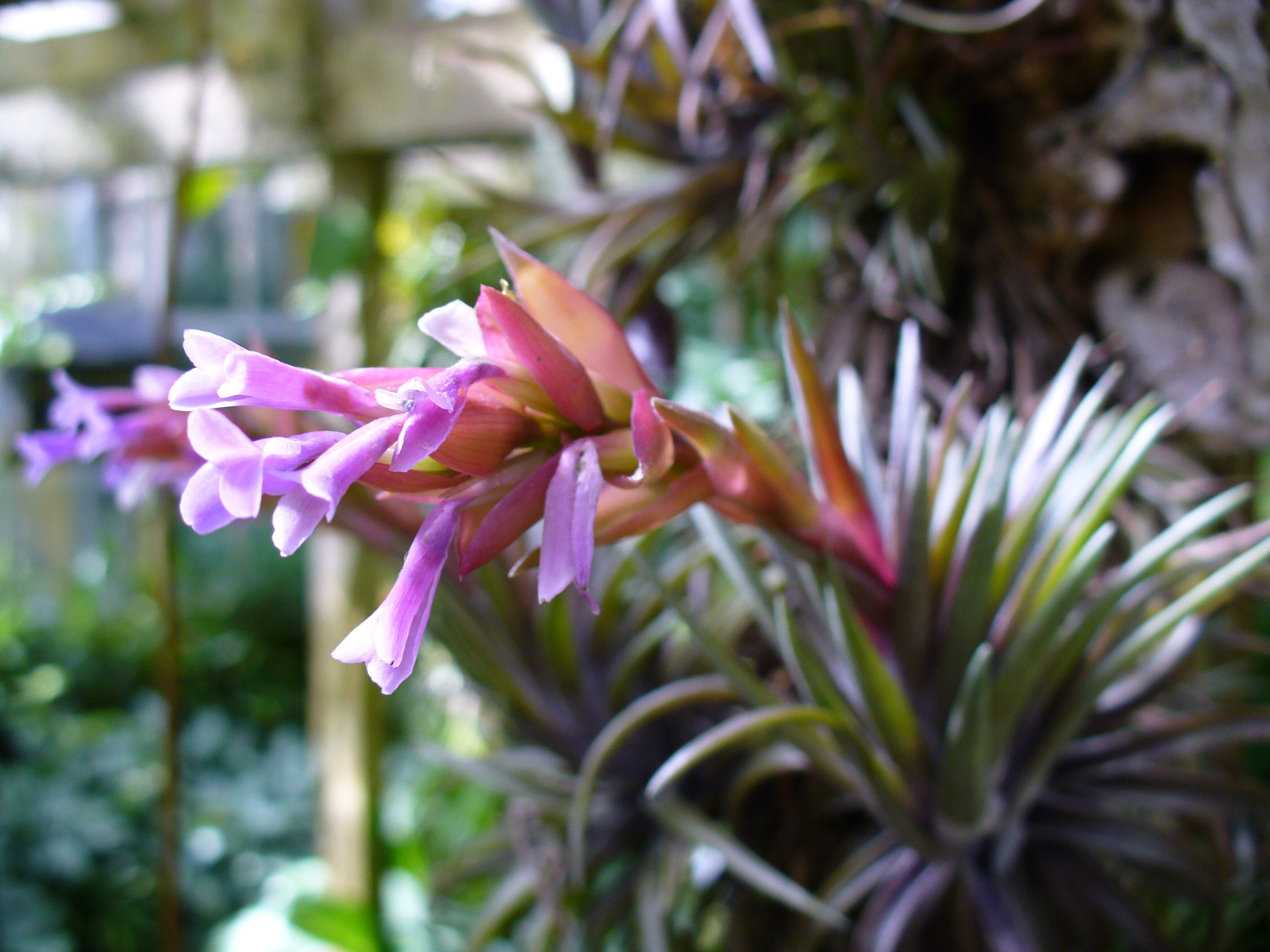
Tillandsia neglecta

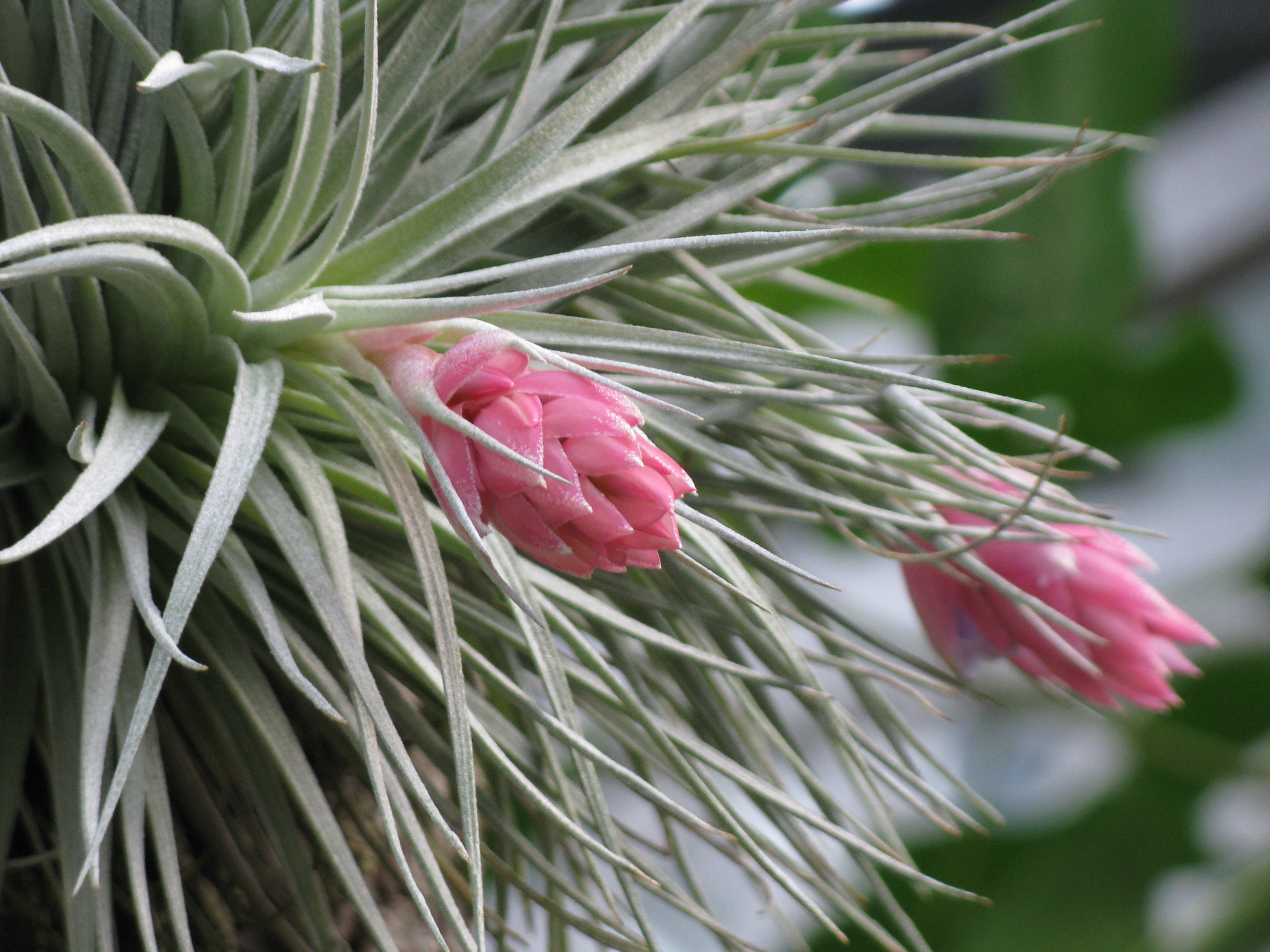
Tillandsia oaxacana

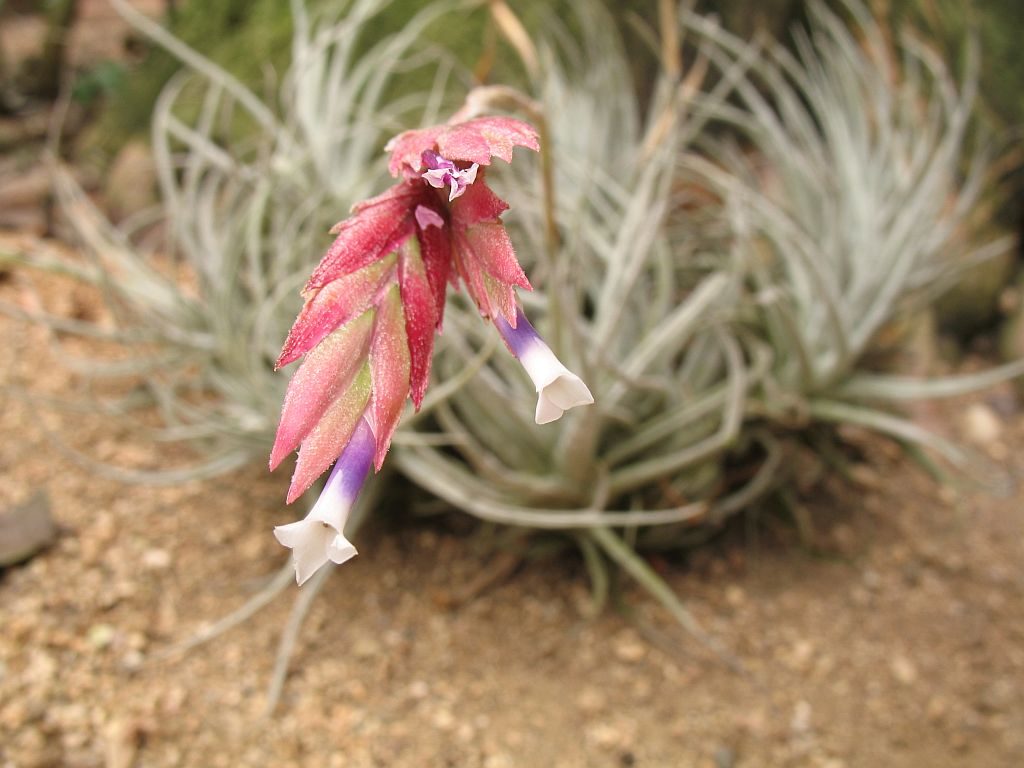
Tillandsia oblivata

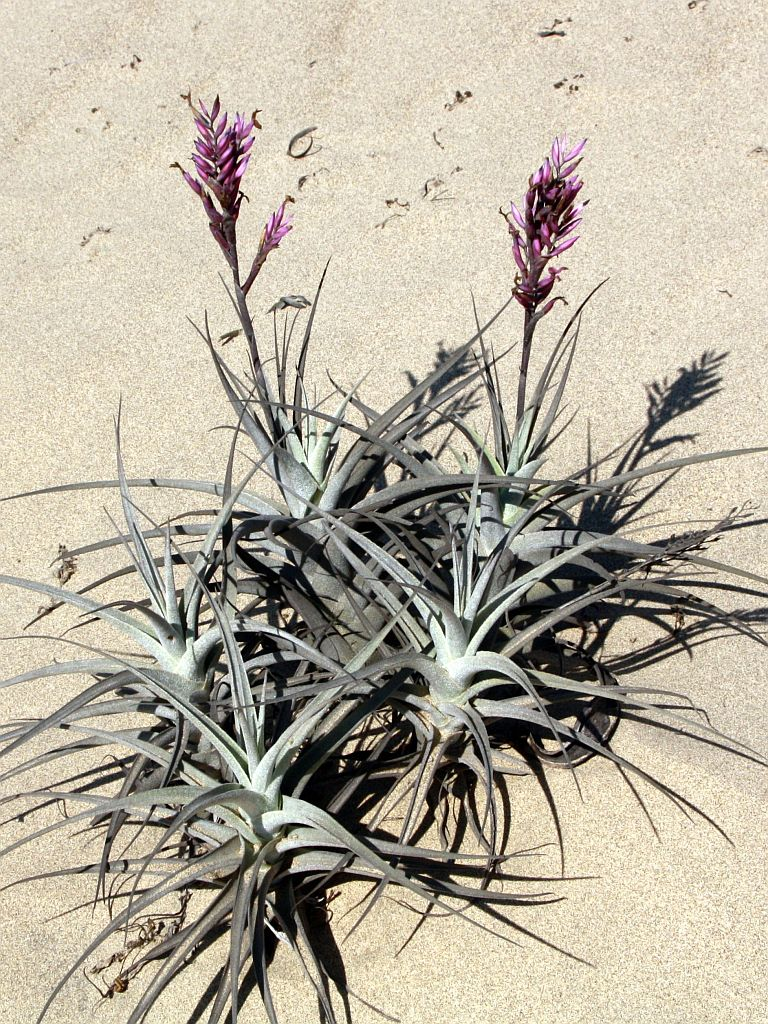
Tillandsia purpurea

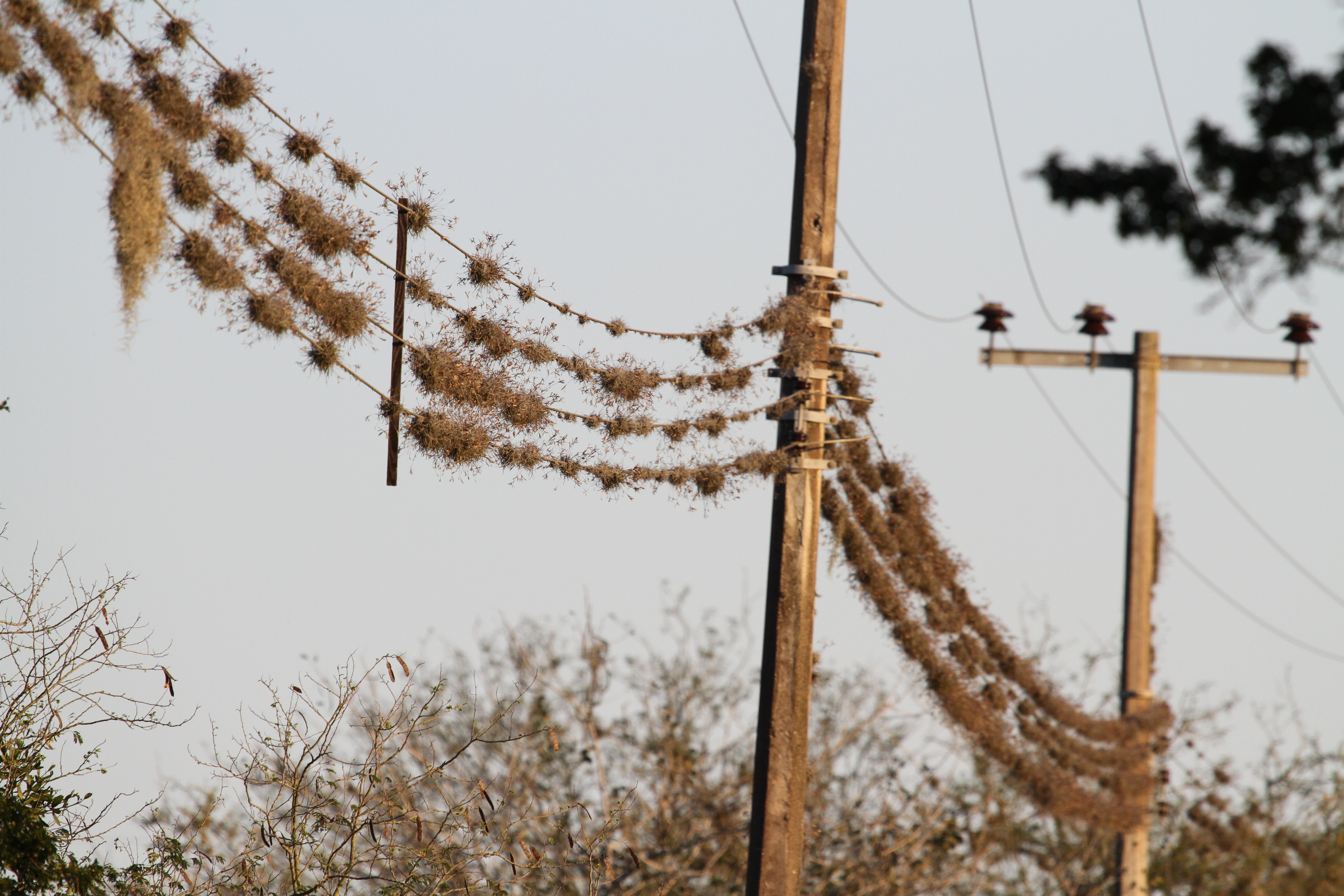
Tillandsia recurvata

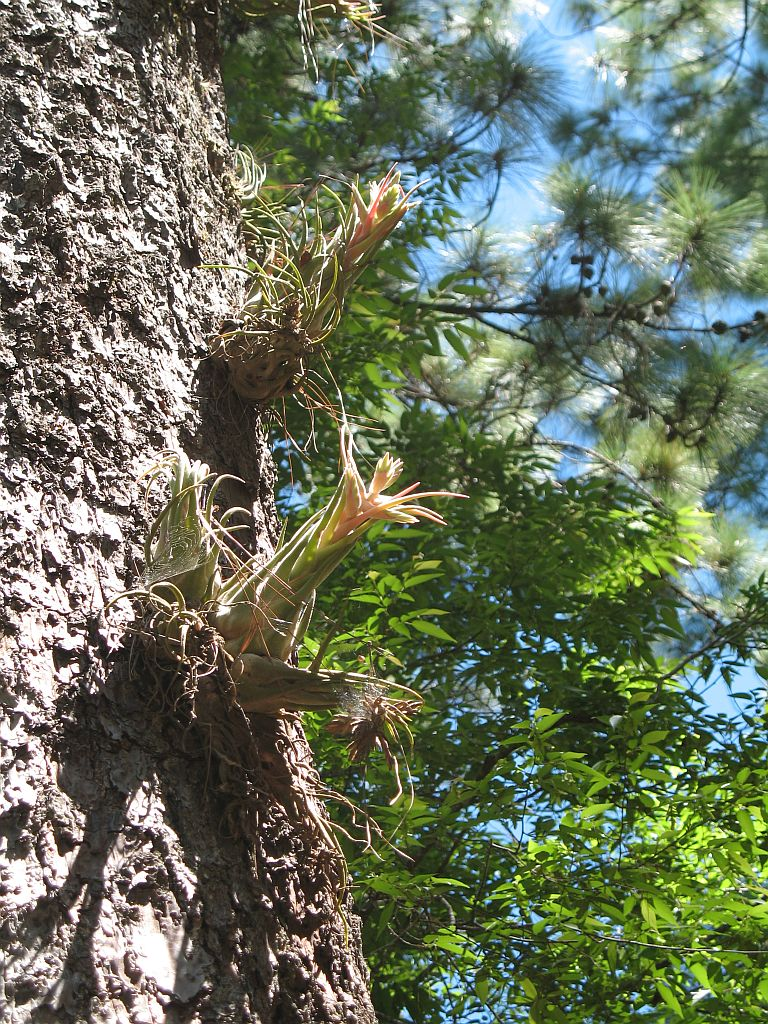
Tillandsia seleriana

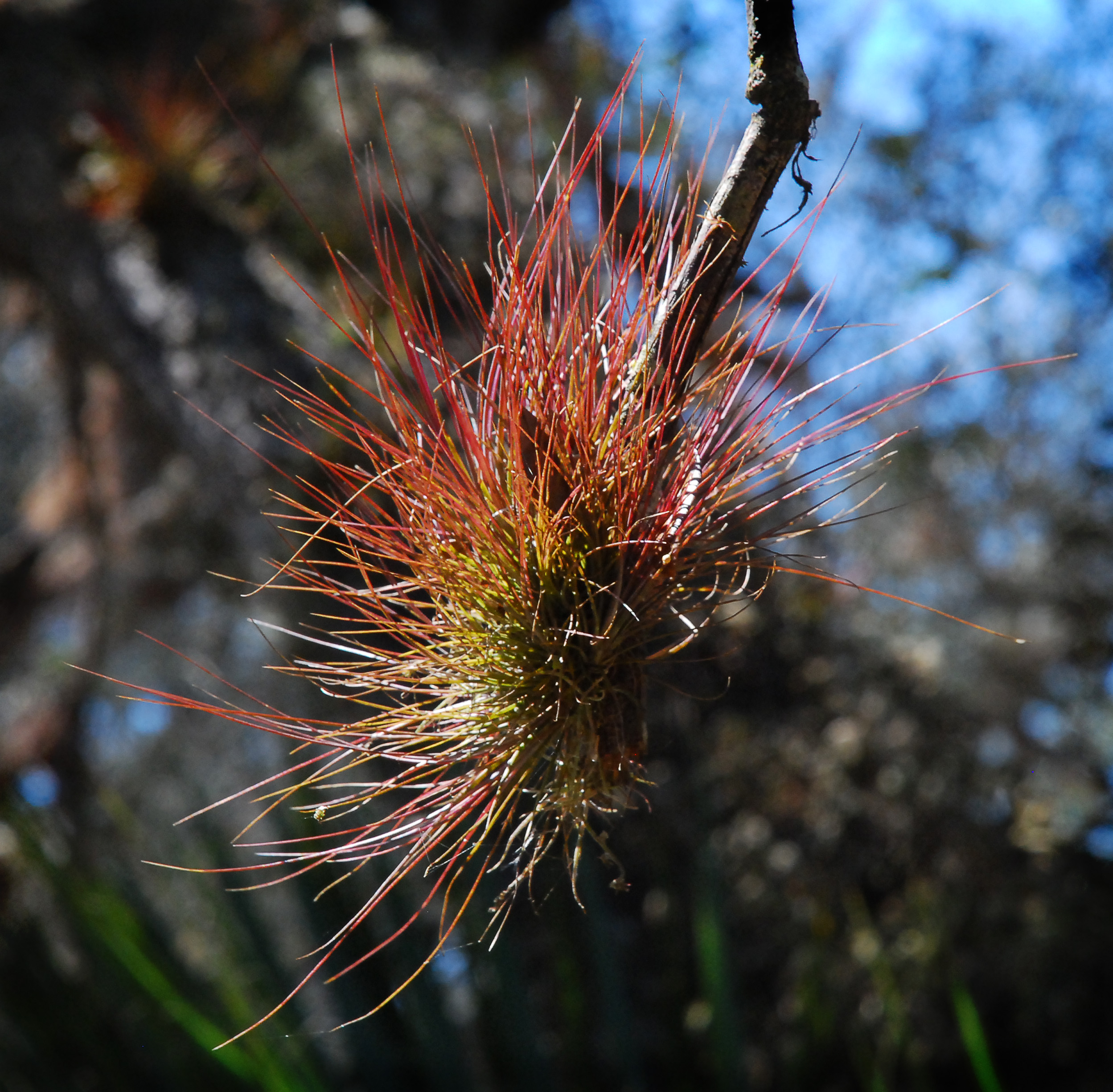
'Tillandsia setacea

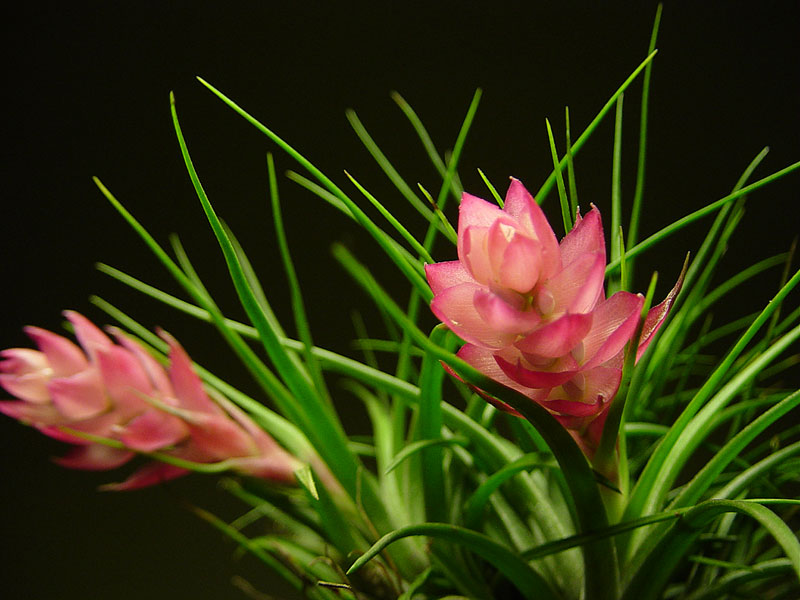
Tillandsia stricta

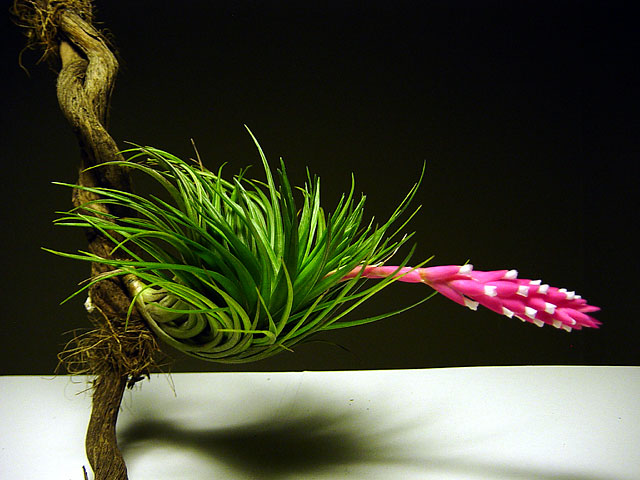
Tillandsia tenuifolia

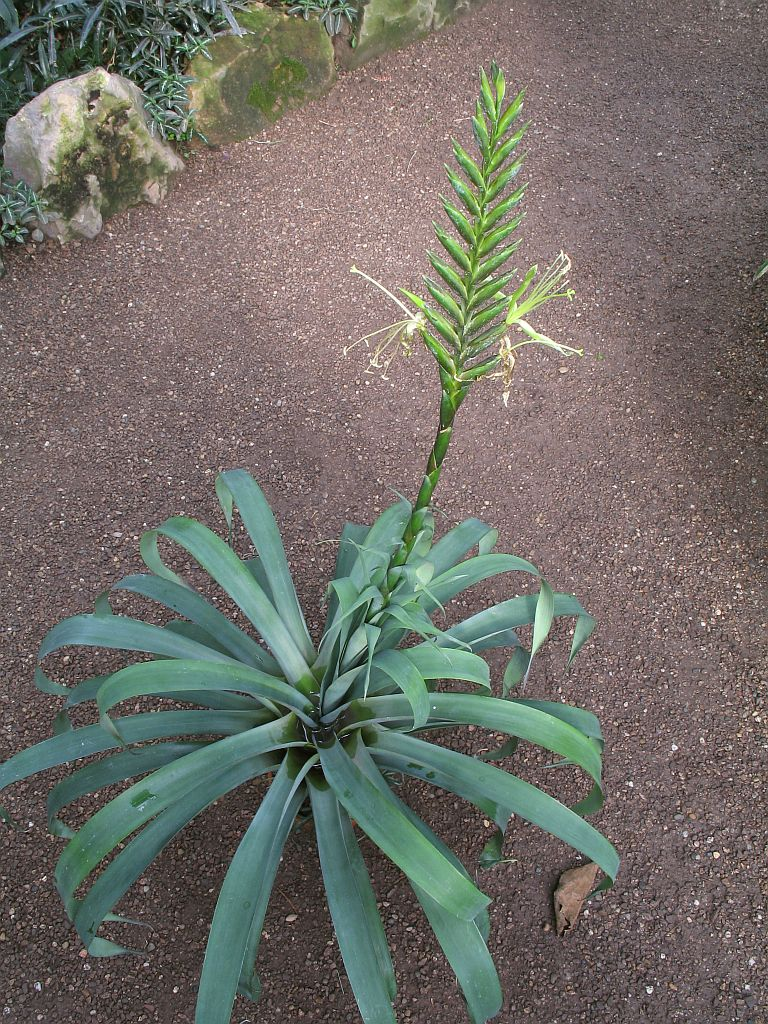
Tillandsia viridiflora

- Tillandsia achyrostachys E.Morren ex Baker
- Tillandsia acosta-solisii Gilmartin
- Tillandsia acuminata L.B.Sm.
- Tillandsia adamsii Read
- Tillandsia adpressa André
- Tillandsia adpressiflora Mez
- Tillandsia aequatorialis L.B.Sm.
- Tillandsia aeranthos (Loisel.) L.B.Sm.
- Tillandsia aeris-incola (Mez) Mez
- Tillandsia aesii I.Ramírez & Carnevali
- Tillandsia afonsoana Strehl
- Tillandsia aguascalientens is C.S.Gardner
- Tillandsia aizoides Mez
- Tillandsia albertiana Verv.
- Tillandsia albida Mez & Purpus
- Tillandsia alfredo-lauii Rauh & C.O.Lehm.
- Tillandsia almeriae Rauh
- Tillandsia alvareziae Rauh
- Tillandsia amicorum I.Ramírez & Bevil.
- Tillandsia anceps Lodd.
- Tillandsia andicola Gillies ex Baker
- Tillandsia andreana E.Morren ex André
- Tillandsia andrieuxii (Mez) L.B.Sm.
- Tillandsia angulosa Mez
- Tillandsia antillana L.B.Sm.
- Tillandsia appenii (Rauh) J.R.Grant
- Tillandsia araujei Mez
- Tillandsia arenicola L.B.Sm.
- Tillandsia arequitae (André) André ex Mez
- Tillandsia argentea Griseb.
- Tillandsia argentina C.H.Wright
- Tillandsia arhiza Mez
- Tillandsia ariza-juliae L.B.Sm. & Jiménez
- Tillandsia asplundii L.B.Sm.
- Tillandsia atenangoensis Ehlers & Wülfingh.
- Tillandsia atroviolacea Ehlers & Koide
- Tillandsia atroviridipetal a Matuda
- Tillandsia aurea Mez
- Tillandsia australis Mez
- Tillandsia bagua-grandensi s Rauh
- Tillandsia baileyi Rose ex Small
- Tillandsia bakeri L.B.Sm.
- Tillandsia bakiorum H.E.Luther
- Tillandsia balbisiana Schult. & Schult.f.
- Tillandsia baliophylla Harms
- Tillandsia balsasensis Rauh
- Tillandsia bandensis Baker
- Tillandsia × baptistana C.N.Gonç. & Azevêdo-Gonç.
- Tillandsia barbeyana Wittm.
- Tillandsia barborkae Halda & Hertus
- Tillandsia barclayana Baker
- Tillandsia barfussii W.Till
- Tillandsia barrosoae W.Till
- Tillandsia barthlottii Rauh
- Tillandsia bartramii Elliott
- Tillandsia bella Strehl
- Tillandsia belloensis W.Weber
- Tillandsia bergeri Mez
- Tillandsia × bergiana Takiz. & Koide
- Tillandsia bermejoensis H.Hrom. ex Rauh
- Tillandsia biflora Ruiz & Pav.
- Tillandsia bismarckii Rauh & C.O.Lehm.
- Tillandsia blassii L.B.Sm.
- Tillandsia bochilensis Ehlers ex Rauh & E.Gross
- Tillandsia boliviana Mez
- Tillandsia bongarana L.B.Sm.
- Tillandsia boqueronensis Ehlers
- Tillandsia borealis López-Ferr. & Espejo
- Tillandsia borinquensis Cedeño-Mald. & Proctor
- Tillandsia botterii E.Morren ex Baker
- Tillandsia bourgaei Baker
- Tillandsia brachycaulos Schltdl.
- Tillandsia brachyphylla Baker
- Tillandsia brealitoensis L.Hrom.
- Tillandsia brenneri Rauh
- Tillandsia brevicapsula Gilmartin
- Tillandsia brevilingua Mez
- Tillandsia brevior L.B.Sm.
- Tillandsia breviturneri Betancur & Néstor García
- Tillandsia bryoides Griseb. ex Baker
- Tillandsia buchlohii Rauh
- Tillandsia bulbosa Hook.
- Tillandsia buseri Mez
- Tillandsia butzii Mez
- Tillandsia caballosensis Ehlers
- Tillandsia cacticola L.B.Sm.
- Tillandsia caerulea Kunth
- Tillandsia cajamarcensis Rauh
- Tillandsia calcicola L.B.Sm. & Proctor
- Tillandsia califani Rauh
- Tillandsia caliginosa W.Till
- Tillandsia callichroma L.Hrom.
- Tillandsia calochlamys Ehlers & L.Hrom.
- Tillandsia calothyrsus Mez
- Tillandsia caloura Harms
- Tillandsia camargoensis L.Hrom.
- Tillandsia candida Leme
- Tillandsia canescens Sw.
- Tillandsia capillaris Ruiz & Pav.
- Tillandsia capistranoensis  Ehlers & W.Weber
- Tillandsia capitata Griseb.
- Tillandsia caput-medusae E.Morren
- Tillandsia cardenasii L.B.Sm.
- Tillandsia carlos-hankii Matuda
- Tillandsia carlsoniae L.B.Sm.
- Tillandsia carminea W.Till
- Tillandsia carnosa L.B.Sm.
- Tillandsia carrierei André
- Tillandsia castelensis Leme & W.Till
- Tillandsia castellanii L.B.Sm.
- Tillandsia catimbauensis Leme, W.Till & J.A.Siqueira
- Tillandsia caulescens Brongn. ex Baker
- Tillandsia cauliflora Mez & Wercklé
- Tillandsia cauligera Mez
- Tillandsia celata Ehlers & Lautner
- Tillandsia cernua L.B.Sm.
- Tillandsia cerrateana L.B.Sm.
- Tillandsia chaetophylla Mez
- Tillandsia chapeuensis Rauh
- Tillandsia chartacea L.B.Sm.
- Tillandsia chiapensis C.S.Gardner
- Tillandsia chiletensis Rauh
- Tillandsia chlorophylla L.B.Sm.
- Tillandsia chontalensis Baker
- Tillandsia churinensis Rauh
- Tillandsia chusgonensis L.Hrom.
- Tillandsia circinnatioides  Matuda
- Tillandsia clavigera Mez
- Tillandsia coalcomanensis Ehlers
- Tillandsia cochabambae E. Gross & Rauh
- Tillandsia coinaensis Ehlers
- Tillandsia colganii Ehlers
- Tillandsia colorata L.Hrom.
- Tillandsia comarapaensis H.E.Luther
- Tillandsia comitanensis Ehlers
- Tillandsia commixa Mez
- Tillandsia compacta Griseb.
- Tillandsia complanata Benth.
- Tillandsia compressa Bertero ex Schult. & Schult.f.
- Tillandsia concolor L.B.Sm.
- Tillandsia confertiflora André
- Tillandsia confinis L.B.Sm.
- Tillandsia contorta Mez & Pittier
- Tillandsia copalaensis Ehlers
- Tillandsia copanensis Rauh & Rutschm.
- Tillandsia copynii Gouda
- Tillandsia cornuta Mez & Sodiro
- Tillandsia × correalei H.E.Luther
- Tillandsia cossonii Baker
- Tillandsia cotagaitensis L.Hrom.
- Tillandsia crenulipetala Mez
- Tillandsia cretacea L.B.Sm.
- Tillandsia crispa (Baker) Mez
- Tillandsia crista-gallii Ehlers
- Tillandsia crocata (E.Morren) N.E.Br.
- Tillandsia cryptopoda L.B.Sm.
- Tillandsia cuatrecasasii L.B.Sm.
- Tillandsia × cuchnichim R.Guess & V.Guess
- Tillandsia cucullata L.B.Sm.
- Tillandsia curvifolia (Ehlers & Rauh) Ehlers
- Tillandsia cuspidata L.B.Sm.
- Tillandsia cyanea Linden ex K.Koch – oplątwa niebieskawa
- Tillandsia dasyliriifolia Baker
- Tillandsia deflexa L.B.Sm.
- Tillandsia delicata Ehlers
- Tillandsia delicatula L.B.Sm.
- Tillandsia demissa L.B.Sm.
- Tillandsia denudata André
- Tillandsia deppeana Steud.
- Tillandsia dexteri H.E.Luther
- Tillandsia diaguitensis A.Cast.
- Tillandsia dichrophylla L.B.Sm.
- Tillandsia didisticha (E.Morren) Baker
- Tillandsia didistichoides Mez
- Tillandsia dielsii Harms
- Tillandsia diffusa L.B.Sm.
- Tillandsia diguetii Mez & Rol.-Goss.
- Tillandsia disticha Kunth
- Tillandsia dodsonii L.B.Sm.
- Tillandsia domingosmartini s Rauh
- Tillandsia × donatoi Leme
- Tillandsia dorisdaltoniae Ibisch & al.
- Tillandsia dorotheae Rauh
- Tillandsia dorotheehaseae Hase
- Tillandsia dugesii Baker
- Tillandsia dura Baker
- Tillandsia durangensis Rauh & Ehlers
- Tillandsia duratii Vis.
- Tillandsia dyeriana André
- Tillandsia ecarinata L.B.Sm.
- Tillandsia edithae Rauh
- Tillandsia eistetteri Ehlers
- Tillandsia eizii L.B.Sm.
- Tillandsia elegans L.B.Sm.
- Tillandsia elizabethae Rauh
- Tillandsia elongata Kunth
- Tillandsia eltoniana E.Pereira
- Tillandsia elvirae-grossia e Rauh
- Tillandsia emergens Mez & Sodiro
- Tillandsia engleriana Wittm.
- Tillandsia erecta Gillies ex Baker
- Tillandsia erici Ehlers
- Tillandsia ermitae L.Hrom.
- Tillandsia erubescens Schltdl.
- Tillandsia escahuascensis Espejo, López-Ferr., Ceja & A.Mend.
- Tillandsia espinosae L.B.Sm.
- Tillandsia esseriana Rauh & L.B.Sm.
- Tillandsia excavata L.B.Sm.
- Tillandsia excelsa Griseb.
- Tillandsia exserta Fernald
- Tillandsia extensa Mez
- Tillandsia fasciculata Sw.
- Tillandsia fascifolia Flores-Cruz & Diego-Esc.
- Tillandsia fassettii L.B.Sm.
- Tillandsia fawcettii Mez
- Tillandsia fendleri Griseb.
- Tillandsia ferreyrae L.B.Sm.
- Tillandsia ferrisiana L.B.Sm.
- Tillandsia festucoides Brongn. ex Mez
- Tillandsia filifolia Schltdl. & Cham.
- Tillandsia flabellata Baker
- Tillandsia flagellata L.B.Sm.
- Tillandsia flavobracteata Matuda
- Tillandsia flexuosa Sw.
- Tillandsia floresensis Ehlers
- Tillandsia floribunda Kunth
- Tillandsia × floridana (L.B.Sm.) H.E.Luther
- Tillandsia foliosa M.Martens & Galeotti
- Tillandsia fragrans André
- Tillandsia franciscoi W.Till & J.R.Grant
- Tillandsia frank-hasei J.R.Grant
- Tillandsia fraseri Baker
- Tillandsia fresnilloensis W.Weber & Ehlers
- Tillandsia friesii Mez
- Tillandsia fuchsii W.Till
- Tillandsia funckiana Baker
- Tillandsia funebris A.Cast.
- Tillandsia fusiformis L.B.Sm.
- Tillandsia gardneri Lindl.
- Tillandsia geissei Phil.
- Tillandsia geminiflora Brongn.
- Tillandsia genseri Rauh
- Tillandsia gerd-muelleri W.Weber
- Tillandsia gerdae Ehlers
- Tillandsia ghiesbreghtii Baker
- Tillandsia gilliesii Baker
- Tillandsia gilmartiniae L.B.Sm.
- Tillandsia glabrior (L.B.Sm.) López-Ferr., Espejo & I.Ramírez
- Tillandsia glauca L.B.Sm.
- Tillandsia globosa Wawra
- Tillandsia glossophylla L.B.Sm.
- Tillandsia gracillima L.B.Sm.
- Tillandsia graebeneri Mez
- Tillandsia grandis Schltdl.
- Tillandsia grandispica Ehlers
- Tillandsia grao-mogolensis  Silveira
- Tillandsia grazielae Sucre & R.Braga
- Tillandsia grossispicata Espejo, López-Ferr. & W.Till
- Tillandsia gruberi (Ehlers) J.R.Grant
- Tillandsia guatemalensis L.B.Sm.
- Tillandsia guelzii Rauh
- Tillandsia guenther-noller i Ehlers
- Tillandsia guerreroensis Rauh
- Tillandsia gutteana W.Weber
- Tillandsia gymnobotrya Baker
- Tillandsia hamaleana E.Morren
- Tillandsia hammeri Rauh & Ehlers
- Tillandsia harrisii Ehlers
- Tillandsia hasei Ehlers & L.Hrom.
- Tillandsia hauggiae Rauh
- Tillandsia hegeri Ehlers
- Tillandsia helmutii L.Hrom.
- Tillandsia hemkeri Rauh
- Tillandsia heterandra André
- Tillandsia heteromorpha Mez
- Tillandsia heterophylla E.Morren
- Tillandsia heubergeri Ehlers
- Tillandsia hildae Rauh
- Tillandsia hintoniana L.B.Sm.
- Tillandsia hirta W.Till & L.Hrom.
- Tillandsia hirtzii Rauh
- Tillandsia hoeijeri H.Luther
- Tillandsia homostachya André
- Tillandsia hondurensis Rauh
- Tillandsia horstii Rauh
- Tillandsia hotteana Urb.
- Tillandsia huajuapanensis Ehlers & Lautner
- Tillandsia huamelulaensis Ehlers
- Tillandsia huarazensis Ehlers & Till
- Tillandsia hubertiana Matuda
- Tillandsia humilis C.Presl
- Tillandsia ignesiae Mez
- Tillandsia ilseana W.Till, Halbritter & Zecher
- Tillandsia imperialis E.Morren ex Roezl
- Tillandsia imporaensis Ehlers
- Tillandsia incarnata Kunth
- Tillandsia inconspicua André
- Tillandsia indigofera Mez & Sodiro
- Tillandsia inopinata Espejo, López-Ferr. & W.Till
- Tillandsia insignis (Mez) L.B.Sm. & Pittendr.
- Tillandsia insularis Mez
- Tillandsia intermedia Mez
- Tillandsia interrupta Mez
- Tillandsia intumescens L.B.Sm.
- Tillandsia ionantha Planch.
- Tillandsia ionochroma André ex Mez
- Tillandsia itaubensis Strehl
- Tillandsia ixioides Griseb.
- Tillandsia jaguactalensis I.Ramírez & Carnevali & F.Chi
- Tillandsia jaliscopinicola  L.Hrom. & P.Schneid.
- Tillandsia jarmilae Halda
- Tillandsia jenmanii Baker
- Tillandsia jonesii Strehl
- Tillandsia jucunda A.Cast.
- Tillandsia juerg-rutschman nii Rauh
- Tillandsia juncea (Ruiz & Pav.) Poir.
- Tillandsia kalmbacheri Matuda
- Tillandsia kammii Rauh
- Tillandsia karwinskyana Schult. & Schult.f.
- Tillandsia kauffmannii Ehlers ex Rauh & E.Gross
- Tillandsia kautskyi E.Pereira
- Tillandsia kegeliana Mez
- Tillandsia kessleri H.E.Luther
- Tillandsia kirchhoffiana Wittm.
- Tillandsia kirschnekii Rauh
- Tillandsia klausii Ehlers
- Tillandsia koehresiana Ehlers
- Tillandsia koideae Rauh & E.Gross
- Tillandsia kolbii W.Till & Schatzl
- Tillandsia krahnii Rauh
- Tillandsia kretzii Ehlers & Lautner
- Tillandsia krukoffiana L.B.Sm.
- Tillandsia krystofii Halda & Hertus
- Tillandsia kuehhasii W.Till
- Tillandsia kuntzeana Mez
- Tillandsia kuzmae Ehlers
- Tillandsia lajensis André
- Tillandsia laminata L.B.Sm.
- Tillandsia lampropoda L.B.Sm.
- Tillandsia landbeckii Phil.
- Tillandsia langlasseana Mez
- Tillandsia latifolia Meyen
- Tillandsia laui Matuda
- Tillandsia lautneri Ehlers
- Tillandsia laxissima Mez
- Tillandsia leiboldiana Schltdl.
- Tillandsia leonamiana E.Pereira
- Tillandsia lepidosepala L.B.Sm.
- Tillandsia lescaillei C.Wright
- Tillandsia leucolepis L.B.Sm.
- Tillandsia limae L.B.Sm.
- Tillandsia limarum E.Pereira
- Tillandsia limbata Schltdl.
- Tillandsia lindenii Regel
- Tillandsia linearis Vell.
- Tillandsia × lineatispica Mez
- Tillandsia lithophila L.Hrom.
- Tillandsia loliacea Mart. ex Schult. & Schult.f.
- Tillandsia loma-blancae Ehlers & Lautner
- Tillandsia longifolia Baker
- Tillandsia lopezii L.B.Sm.
- Tillandsia lorentziana Griseb.
- Tillandsia lotteae H.Hrom. ex Rauh
- Tillandsia loxichaensis Ehlers
- Tillandsia lucida E.Morren ex Baker
- Tillandsia lutheri (Manzan. & W.Till) J.R.Grant
- Tillandsia × lydiae Ehlers
- Tillandsia lymanii Rauh
- Tillandsia macbrideana L.B.Sm.
- Tillandsia macdougallii L.B.Sm.
- Tillandsia macrochlamys Baker
- Tillandsia macrodactylon Mez
- Tillandsia maculata Ruiz & Pav.
- Tillandsia macvaughii Espejo & López-Ferr.
- Tillandsia magnispica Espejo & López-Ferr.
- Tillandsia magnusiana Wittm.
- Tillandsia makoyana Baker
- Tillandsia makrinii L.Hrom.
- Tillandsia mallemontii Glaz. ex Mez
- Tillandsia malyi L.Hrom.
- Tillandsia marabascoensis Ehlers & Lautner
- Tillandsia marcalaensis Rauh & E.Gross
- Tillandsia × marceloi Takiz. & Koide
- Tillandsia marconae W.Till & Vitek
- Tillandsia maritima Matuda
- Tillandsia marnieri-aposto llei Rauh
- Tillandsia mateoensis Ehlers
- Tillandsia matudae L.B.Sm.
- Tillandsia mauryana L.B.Sm.
- Tillandsia may-patii I.Ramírez & Carnevali
- Tillandsia maya I.Ramírez & Carnevali
- Tillandsia mazatlanensis Rauh
- Tillandsia membranacifolia  L.B.Sm.
- Tillandsia mereliana Schinini
- Tillandsia mezii André ex Mez
- Tillandsia micans L.B.Sm.
- Tillandsia michelii Mez
- Tillandsia milagrensis Leme
- Tillandsia mima L.B.Sm.
- Tillandsia minasgeraisensi s Ehlers & W.Till
- Tillandsia mirabilis L.Hrom.
- Tillandsia mitlaensis W.Weber & Ehlers
- Tillandsia mixtecorum Ehlers & Koide
- Tillandsia mollis H.Hrom. & W.Till
- Tillandsia monadelpha (E.Morren) Baker
- Tillandsia montana Reitz
- Tillandsia monticola Mez & Sodiro
- Tillandsia mooreana L.B.Sm.
- Tillandsia moronesensis Ehlers
- Tillandsia moscosoi L.B.Sm. & Jiménez
- Tillandsia muhriae W.Weber
- Tillandsia multicaulis Steud.
- Tillandsia multiflora Benth.
- Tillandsia myosura Griseb. ex Baker
- Tillandsia myriantha Baker
- Tillandsia nana Baker
- Tillandsia narthecioides C.Presl
- Tillandsia neglecta E.Pereira
- Tillandsia nervata L.B.Sm.
- Tillandsia nervibractea Gilmartin & H.E.Luther
- Tillandsia nervisepala (Gilmartin) L.B.Sm.
- Tillandsia nicolasensis Ehlers
- Tillandsia × nidus Rauh & C.O.Lehm.
- Tillandsia nolleriana Ehlers ex Rauh
- Tillandsia novakii H.E.Luther
- Tillandsia nuptialis Braga & Sucre
- Tillandsia nuyooensis Ehlers
- Tillandsia oaxacana L.B.Sm.
- Tillandsia oblivata L.Hrom.
- Tillandsia occulta H.E.Luther
- Tillandsia oerstediana L.B.Sm.
- Tillandsia orbicularis L.B.Sm.
- Tillandsia organensis Ehlers
- Tillandsia orogenes Standl. & L.O.Williams
- Tillandsia oropezana L.Hrom.
- Tillandsia oroyensis Mez
- Tillandsia ortgiesiana E.Morren ex Mez
- Tillandsia oxapampae Rauh & von Bismarck
- Tillandsia pachyaxon L.B.Sm.
- Tillandsia pacifica Ehlers
- Tillandsia paleacea C.Presl
- Tillandsia pallescens Betancur & Néstor García
- Tillandsia pallidoflavens Mez
- Tillandsia pamelae Rauh
- Tillandsia pampasensis Rauh
- Tillandsia paniculata (L.) L.
- Tillandsia paraensis Mez
- Tillandsia paraisoensis Ehlers
- Tillandsia pardina L.B.Sm.
- Tillandsia pardoi Gouda
- Tillandsia parryi Baker
- Tillandsia parviflora Ruiz & Pav.
- Tillandsia parvispica Baker
- Tillandsia pastensis André
- Tillandsia paucifolia Baker
- Tillandsia pectinata André
- Tillandsia peiranoi A.Cast.
- Tillandsia penascoensis Ehlers & Lautner
- Tillandsia pendulispica Mez
- Tillandsia penlandii L.B.Sm.
- Tillandsia pentasticha Rauh & Wülfingh.
- Tillandsia pfeufferi Rauh
- Tillandsia pfisteri Rauh
- Tillandsia piepenbringii (Rauh) J.R.Grant
- Tillandsia pinicola I.Ramírez & Carnevali
- Tillandsia pinnata Mez & Sodiro
- Tillandsia pinnatodigitata  Mez
- Tillandsia piurensis L.B.Sm.
- Tillandsia plagiotropica Rohweder
- Tillandsia platyphylla Mez
- Tillandsia platyrhachis Mez
- Tillandsia plumosa Baker
- Tillandsia pohliana Mez
- Tillandsia polita L.B.Sm.
- Tillandsia polyantha Mez & Sodiro
- Tillandsia polystachia (L.) L.
- Tillandsia polzii Ehlers
- Tillandsia pomacochae Rauh
- Tillandsia ponderosa L.B.Sm.
- Tillandsia porongoensis L.Hrom. & P.Schneid.
- Tillandsia portillae E.Gross & Wülfingh.
- Tillandsia praschekii Ehlers & Willinger
- Tillandsia pretiosa Mez
- Tillandsia prodigiosa (Lem.) Baker
- Tillandsia propagulifera Rauh
- Tillandsia pruinosa Sw.
- Tillandsia pseudobaileyi C.S.Gardner
- Tillandsia pseudocardenasi i W.Weber
- Tillandsia pseudomacbridea na Rauh
- Tillandsia pseudomicans Rauh
- Tillandsia pseudomontana W.Weber & Ehlers
- Tillandsia pseudooaxacana Ehlers
- Tillandsia pseudosetacea Ehlers & Rauh
- Tillandsia pseudotetrantha  Gilmartin & H.E.Luther
- Tillandsia pucaraensis Ehlers
- Tillandsia pueblensis L.B.Sm.
- Tillandsia pugiformis L.B.Sm.
- Tillandsia punctulata Schltdl. & Cham.
- Tillandsia purpurascens Rauh
- Tillandsia purpurea Ruiz & Pav.
- Tillandsia pyramidata André
- Tillandsia quadripinnata Mez & Sodiro
- Tillandsia quaquaflorifera  Matuda
- Tillandsia queroensis Gilmartin
- Tillandsia raackii H.E.Luther
- Tillandsia racinae L.B.Sm.
- Tillandsia ramellae W.Till & S.Till
- Tillandsia rangelensis Hechav.
- Tillandsia rariflora André
- Tillandsia rauhii L.B.Sm.
- Tillandsia rauschii Rauh & C.O.Lehm.
- Tillandsia reclinata E.Pereira & Martinelli
- Tillandsia rectangula Baker
- Tillandsia × rectifolia C.A.Wiley ex Rauh
- Tillandsia recurvata (L.) L.
- Tillandsia recurvifolia Hook.
- Tillandsia recurvispica L. Hrom. & P. Schneid.
- Tillandsia reducta L.B.Sm.
- Tillandsia reichenbachii Baker
- Tillandsia remota Wittm.
- Tillandsia restrepoana André
- Tillandsia retorta Griseb. ex Baker
- Tillandsia rettigiana Mez
- Tillandsia reuteri Rauh
- Tillandsia reversa L.B.Sm.
- Tillandsia rhodocepahala Ehlers & Koide
- Tillandsia rhodosticta L.B.Sm.
- Tillandsia rhomboidea André
- Tillandsia riocreuxii André
- Tillandsia rodrigueziana Mez
- Tillandsia roezlii E.Morren
- Tillandsia rohdenardinii Strehl
- Tillandsia rojasii H. Luther
- Tillandsia roland-gosselin ii Mez
- Tillandsia romeroi L.B.Sm.
- Tillandsia ropalocarpa André
- Tillandsia rosacea L.Hrom. & W.Till
- Tillandsia rosarioae L.Hrom.
- Tillandsia roseiflora Ehlers & W.Weber
- Tillandsia roseoscapa Matuda
- Tillandsia roseospicata Matuda
- Tillandsia rothii Rauh
- Tillandsia rothschuhiana Mez
- Tillandsia rotundata (L.B.Sm.) C.S.Gardner
- Tillandsia rubella Baker
- Tillandsia rubia Ehlers & L.Colgan
- Tillandsia rubrispica Ehlers & Koide
- Tillandsia rubroviolacea Rauh
- Tillandsia rudolfii E.Gross
- Tillandsia rusbyi Baker
- Tillandsia sagasteguii L.B.Sm.
- Tillandsia salmonea Ehlers
- Tillandsia samaipatensis W.Till
- Tillandsia sanctae-martae L.B.Sm.
- Tillandsia sangii Ehlers
- Tillandsia santieusebii Morillo & Oliva-Esteve
- Tillandsia santosiae Ehlers
- Tillandsia scaligera Mez & Sodiro
- Tillandsia sceptriformis Mez & Sodiro
- Tillandsia schatzlii Rauh
- Tillandsia schiedeana Steud.
- Tillandsia schimperiana Wittm.
- Tillandsia schultzei Harms
- Tillandsia schumanniana (Wittm.) Mez
- Tillandsia schunkei L.B.Sm.
- Tillandsia schusteri Rauh
- Tillandsia secunda Kunth
- Tillandsia seemannii (Baker) Mez
- Tillandsia seideliana E.Pereira
- Tillandsia seleriana Mez
- Tillandsia selleana Harms
- Tillandsia sessemocinoi López-Ferr., Espejo & P.Blanco
- Tillandsia setacea Sw.
- Tillandsia setiformis Ehlers
- Tillandsia sierrahalensis Espejo & López-Ferr.
- Tillandsia sierrajuarezens is Matuda
- Tillandsia sigmoidea L.B.Sm.
- Tillandsia simulata Small
- Tillandsia singularis Mez & Wercklé
- Tillandsia sinuosa L.B.Sm.
- Tillandsia socialis L.B.Sm.
- Tillandsia sodiroi Mez
- Tillandsia somnians L.B.Sm.
- Tillandsia spathacea Mez & Sodiro
- Tillandsia sphaerocephala Baker
- Tillandsia spiculosa Griseb.
- Tillandsia spiraliflora Rauh
- Tillandsia spiralipetala Gouda
- Tillandsia sprengeliana Klotzsch ex Mez
- Tillandsia standleyi L.B.Sm.
- Tillandsia steiropoda L.B.Sm.
- Tillandsia stellifera L.Hrom.
- Tillandsia stenoura Harms
- Tillandsia steyermarkii L.B.Sm.
- Tillandsia stipitata L.B.Sm.
- Tillandsia straminea Kunth
- Tillandsia streptocarpa Baker
- Tillandsia streptophylla Scheidw. ex E.Morren
- Tillandsia stricta Sol. ex Ker Gawl.
- Tillandsia subalata André
- Tillandsia subconcolor L.B.Sm.
- Tillandsia subinflata L.B.Sm.
- Tillandsia subteres H.E.Luther
- Tillandsia subulifera Mez
- Tillandsia sucrei E.Pereira
- Tillandsia sueae Ehlers
- Tillandsia suescana L.B.Sm.
- Tillandsia suesilliae W.Till, López-Ferr. & Espejo
- Tillandsia superba Mez & Sodiro
- Tillandsia superinsignis Matuda
- Tillandsia supermexicana Matuda
- Tillandsia takizawae Ehlers & H.Luther
- Tillandsia tandapiana H.E.Luther
- Tillandsia taxcoensis Ehlers
- Tillandsia tecpanensis Ehlers & Lautner
- Tillandsia tectorum E.Morren
- Tillandsia tehuacana I.Ramírez & Carnevali
- Tillandsia teloloapanensis  Ehlers & Lautner
- Tillandsia tenebra L.Hrom. & W.Till
- Tillandsia tenuifolia L.
- Tillandsia tenuispica André
- Tillandsia teres L.B.Sm.
- Tillandsia tetrantha Ruiz & Pav.
- Tillandsia thiekenii Ehlers
- Tillandsia thyrsigera E.Morren ex Baker
- Tillandsia tillii Ehlers
- Tillandsia tomasii Halda
- Tillandsia tomekii L.Hrom.
- Tillandsia tonalaensis Ehlers
- Tillandsia toropiensis Rauh
- Tillandsia tortilis Baker
- Tillandsia tovarensis Mez
- Tillandsia tragophoba M.O.Dillon
- Tillandsia trapeziformis Mez
- Tillandsia trauneri L.Hrom.
- Tillandsia trelawniensis Proctor
- Tillandsia tricholepis Baker
- Tillandsia tricolor Schltdl. & Cham.
- Tillandsia trigalensis Ehlers
- Tillandsia triglochinoides  C.Presl
- Tillandsia tripinnata (Baker) Mez
- Tillandsia truncata L.B.Sm.
- Tillandsia truxillana L.B.Sm.
- Tillandsia turneri Baker
- Tillandsia turquinensis K.Willinger & Michálek
- Tillandsia ulrici Ehlers
- Tillandsia ultima L.B.Sm.
- Tillandsia umbellata André
- Tillandsia undulifolia Mez
- Tillandsia usneoides (L.) L. – oplątwa brodaczkowa
- Tillandsia utriculata L.
- Tillandsia × van-den-bergi i Ehlers & Hase
- Tillandsia variabilis Schltdl.
- Tillandsia velutina Ehlers
- Tillandsia ventanaensis Ehlers & Koide
- Tillandsia venusta Mez & Wercklé
- Tillandsia verapazana Ehlers
- Tillandsia vernardoi Rauh
- Tillandsia vernicosa Baker
- Tillandsia vicentina Standl.
- Tillandsia violacea Baker
- Tillandsia violascens Mez
- Tillandsia viridiflora (Beer) Baker
- Tillandsia vriesioides Matuda
- Tillandsia wagneriana L.B.Sm.
- Tillandsia walter-richteri  W.Weber
- Tillandsia walter-tillii J.R.Grant
- Tillandsia walteri Mez
- Tillandsia weberi L.Hrom. & P.Schneid.
- Tillandsia welzii Ehlers
- Tillandsia werdermannii Harms
- Tillandsia werneriana J.R.Grant
- Tillandsia × wilinskii Gouda
- Tillandsia winkleri Strehl
- Tillandsia wuelfinghoffii Ehlers
- Tillandsia wurdackii L.B.Sm.
- Tillandsia xerographica Rohweder – oplątwa pastelowa
- Tillandsia xiphioides Ker Gawl.
- Tillandsia yerba-santae Ehlers
- Tillandsia yuncharaensis W.Till
- Tillandsia yunckeri L.B.Sm.
- Tillandsia yutaninoensis Ehlers & Lautner
- Tillandsia zacapanensis Véliz & Feldhoff
- Tillandsia zacualpanensis Ehlers & Wülfingh.
- Tillandsia zaragozaensis Ehlers
- Tillandsia zaratensis W.Weber
- Tillandsia zarumensis Gilmartin
- Tillandsia zecheri W.Till
- Tillandsia zoquensis Ehlers